# Lauscha

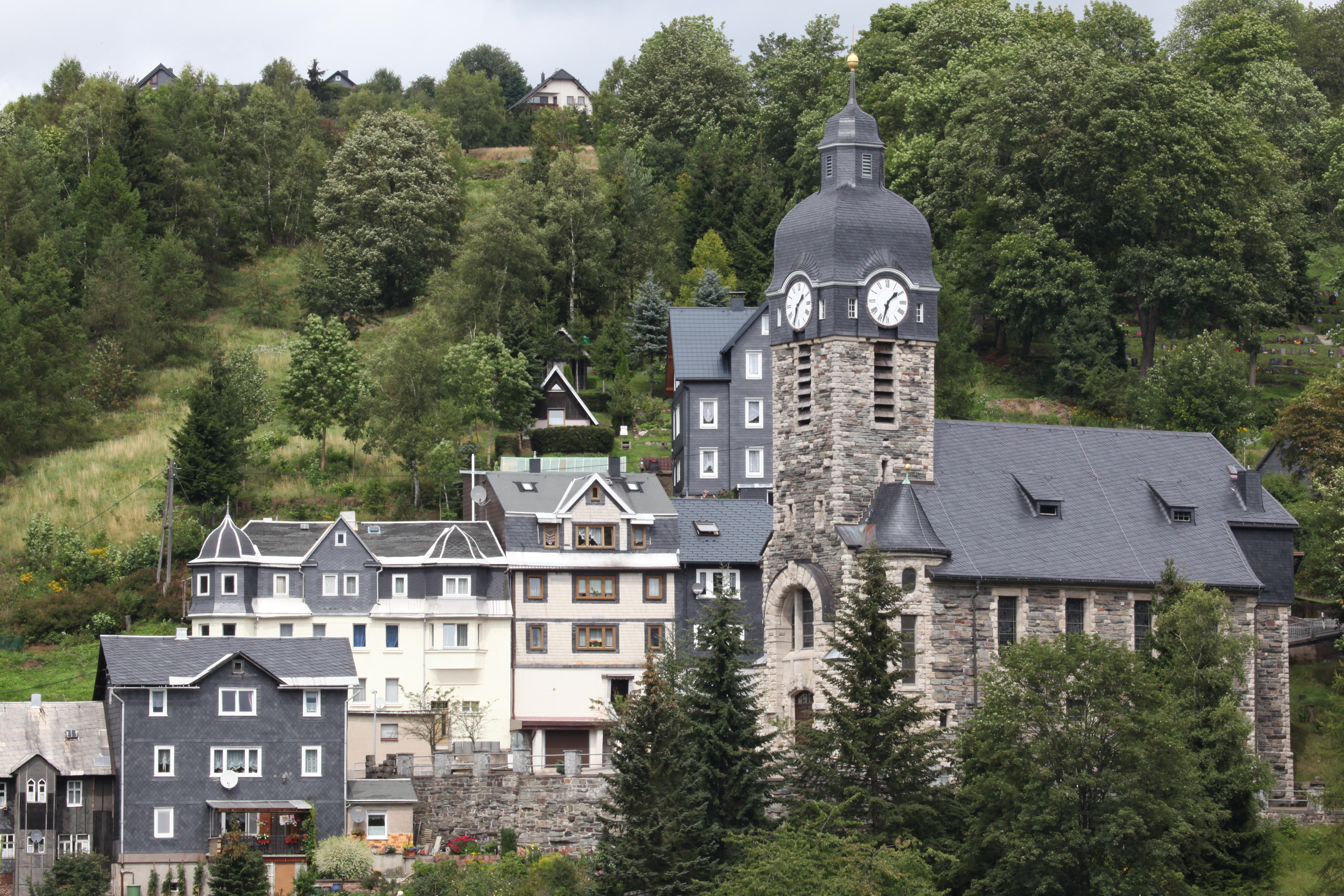
Evangelische Stadtkirche

Lauscha ist eine Landstadt im thüringischen Landkreis Sonneberg. Der durch das Glasbläserhandwerk bekanntgewordene Ort liegt im fränkisch geprägten Süden des Freistaates.

## Geografie
Lauscha liegt im Thüringer Schiefergebirge zwischen den Städten Sonneberg, Ilmenau und Saalfeld. Die Stadt befindet sich in einem nordöstlichen Seitental der Steinach unterhalb des Gebirgskamms. Der Bahnhof Lauscha liegt 611 m ü. NN, der südlichste Punkt an der Mündung der Göritz in die Steinach 515 m ü. NN. Der Pappenheimer Berg erhebt sich 834,5 m ü. NN.

### Nachbargemeinden
Im Uhrzeigersinn, beginnend im Nordwesten: Neuhaus am Rennweg, Sonneberg, Steinach
| Neuhaus am Rennweg                     | Neuhaus am Rennweg, Ortsteil Lichte         | Neuhaus am Rennweg, Ortsteil Piesau |
|                                        | Kompassrose, die auf Nachbargemeinden zeigt | Sonneberg, Ortsteil Hasenthal       |
| Neuhaus am Rennweg, Ortsteil Steinheid | Steinach                                    | Sonneberg, Ortsteil Haselbach       |

### Stadtgliederung
Das nordöstlich der Stadt gelegene Ernstthal ist seit 1994 ein Ortsteil von Lauscha. Das eigentliche Stadtgebiet weist keine administrative Gliederung auf, aufgrund der geografischen Gegebenheiten werden gelegentlich das rund um die Oberlandstraße und den Berg Köpplein gelegene Oberlauscha, der Ortskern um den Hüttenplatz (dos Duurf) und das im Süden der Stadt im unteren Lauschatal gelegene Unterlauscha unterschieden.

#### Gewässer
| Jahr | Schreibweise    |
| ---- | --------------- |
| 1366 | lutzscha        |
| 1549 | lauschnitz      |
| 1555 | Lautzschaw      |
| 1569 | Lautzsche       |
| 1597 | Lauschaw        |
| 1601 | in der Lauscha  |
| 1608 | in der Lauschen |
| 1615 | die Laußnitz    |
| 1621 | in der lauschaw |
| 1659 | in der Lauscha  |
| 1703 | die Lausche     |
| 1781 | Lausche         |

Namensgebend für das Tal und die Ansiedlung war das Gewässer Lauscha, das als lutzscha (nach dem Deutschen Wörterbuch (Jacob Grimm) wahrscheinlich etwa „Wildbach“ oder „Bach am Ansitz“ von althochdeutsch lūzēn, mittelhochdeutsch lûzen, im 16. Jahrhundert lauszen, im Lauschner Dialekt lunzen, hochdeutsch lugen, lauern, lauschen) 1366 in einem Schwarzburgischen Amtsbuch erstmals urkundlich erwähnt wurde. Das klare Gebirgswasser war als Trinkwasser und Energieträger im ausgehenden Mittelalter Voraussetzung für die Glasmacherei. Der Gründersage nach war es auch der Grund, warum sich die ersten Glasmacher hier niederließen (Lausch’, a Bach!). Daneben sprachen die Erreichbarkeit der Rohstoffe Quarzsand in zwei unterschiedlichen Qualitäten, einer relativ schlufffreien, für vergleichsweise helles Glas geeigneten und einer ein dunkleres, aber UV-Strahlung absorbierendes Glas („Waldglas“) erzeugenden Sorte aus den nahegelegenen Steinbrüchen des Steinheider Sandberges, des Flussmittels und Glasbinders Soda (wurde aus gebranntem Tuffstein aus den Steinbrüchen um Weißenbrunn gewonnen, auch das Härtemittel Kalk wurde dorther bezogen) und Pottasche (Flussmittel und zum Absenken des Schmelzpunktes, aus Buchenholz selbst gesotten, ab 1755 durfte in den Ortschaften Sonneberg, Bettelhecken, Mürschnitz, Hämmern und Steinheid Asche gesammelt werden) sowie ein großes Brennholzvorkommen für die Ansiedlung der Glasindustrie im Lauschatal.

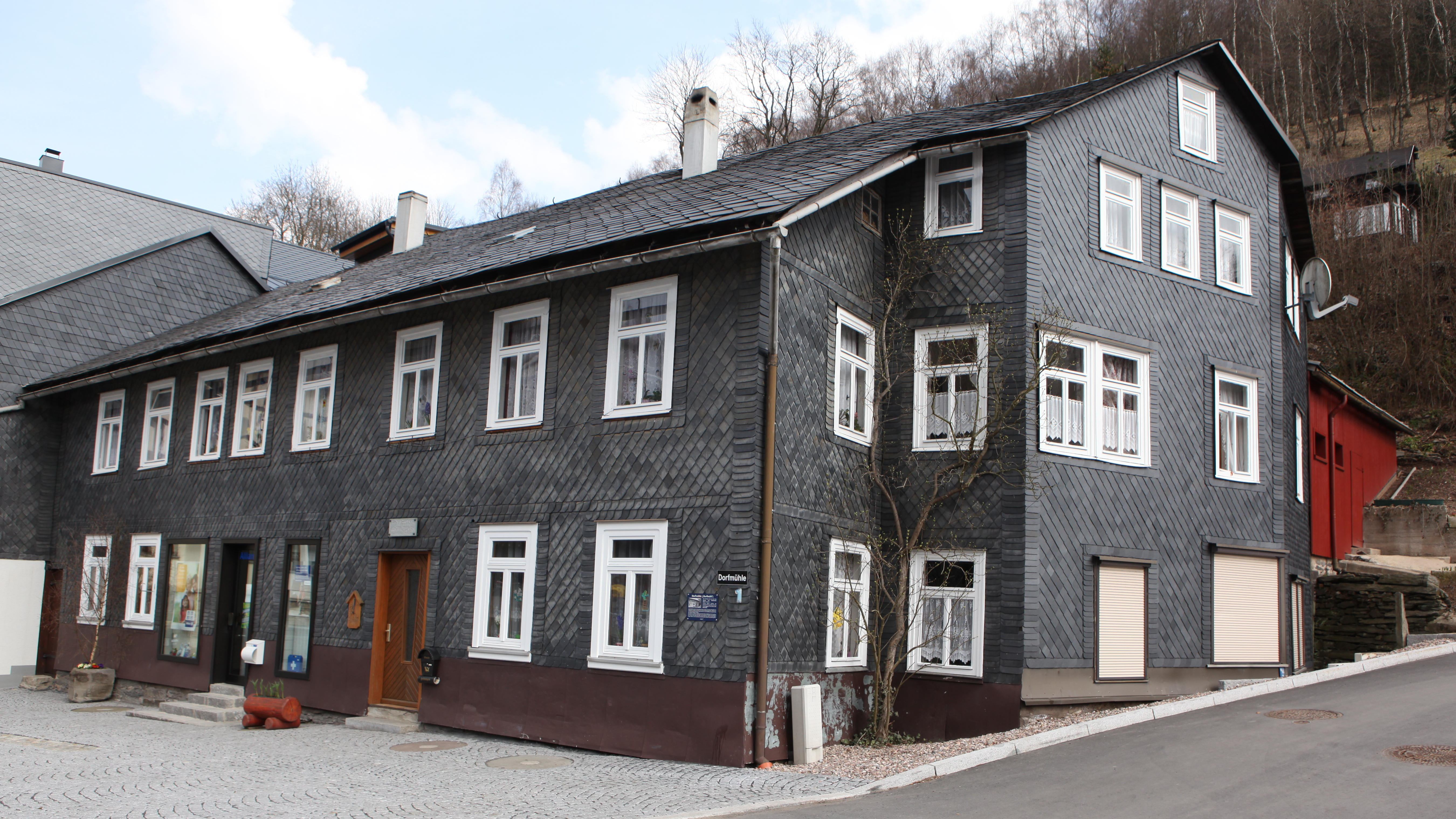
Dorfmühle, im Kern von 1601

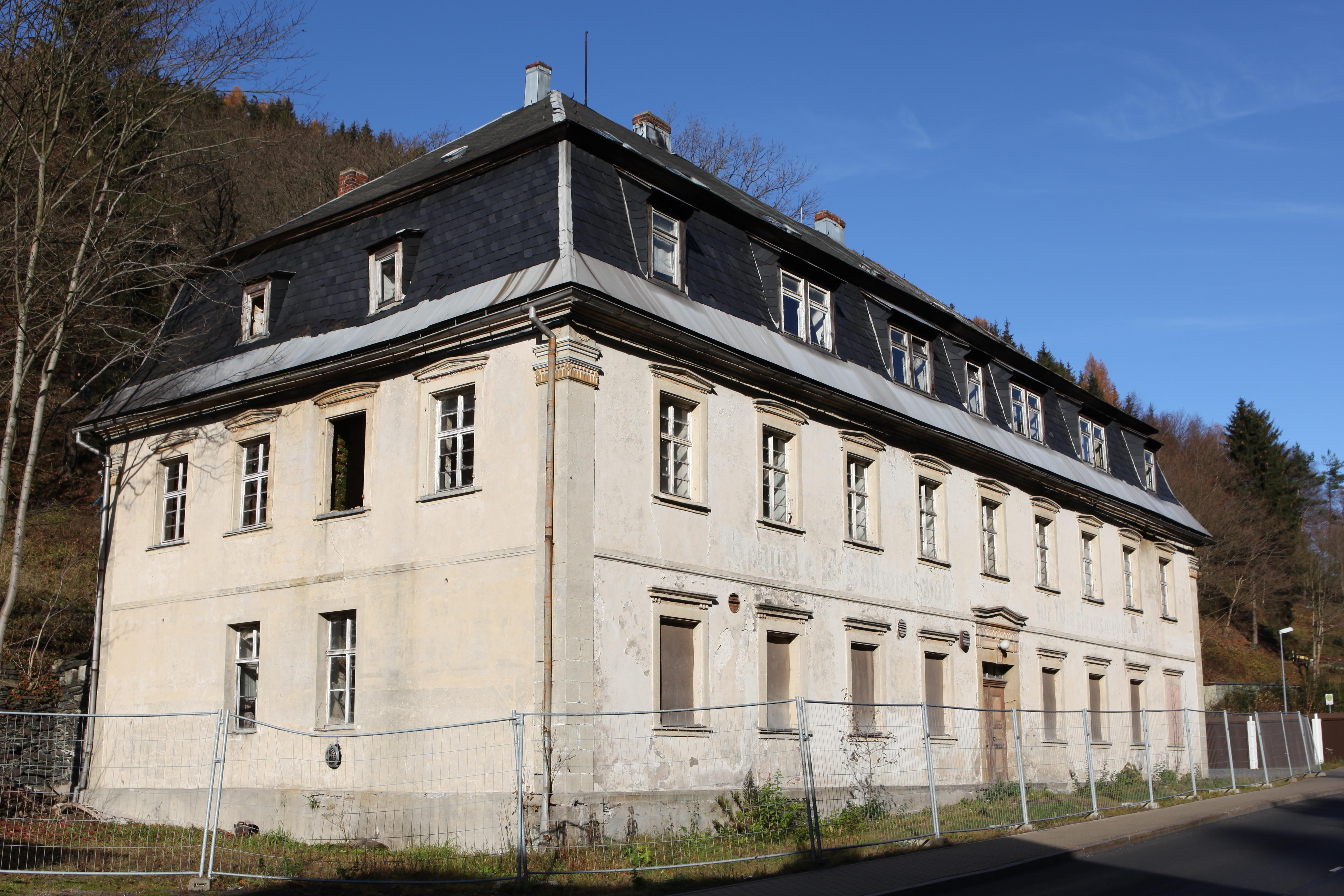
Hauptgebäude der ehemaligen Wiesleinsmühle von 1824

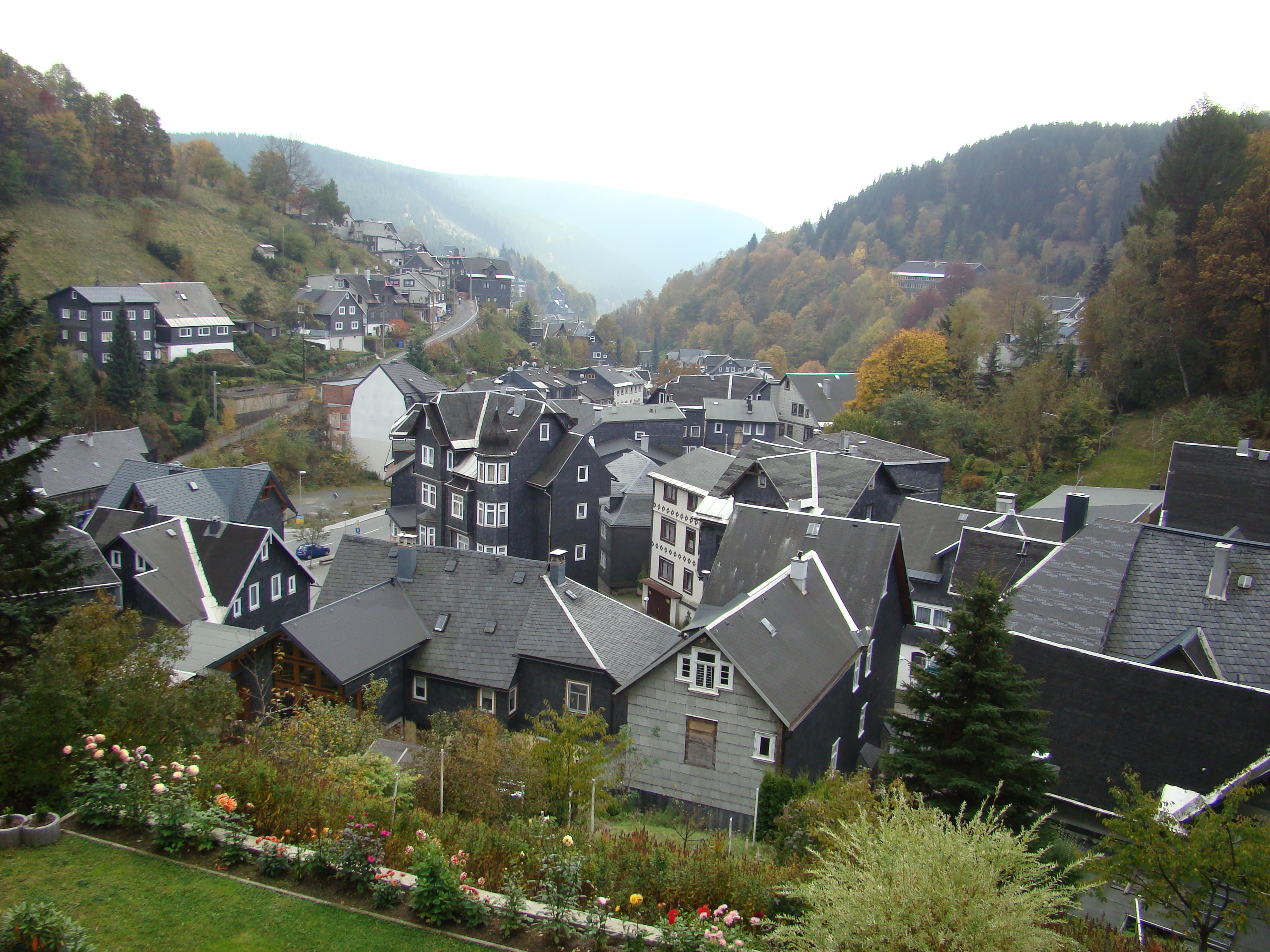
Lauschatal vom Kirchhügel am Köpplein Blickrichtung Süden, links Kleiner und dahinter Großer Tierberg, rechts Teufelsholz, der Hang vorne rechts führt zum Steinigen Hügel

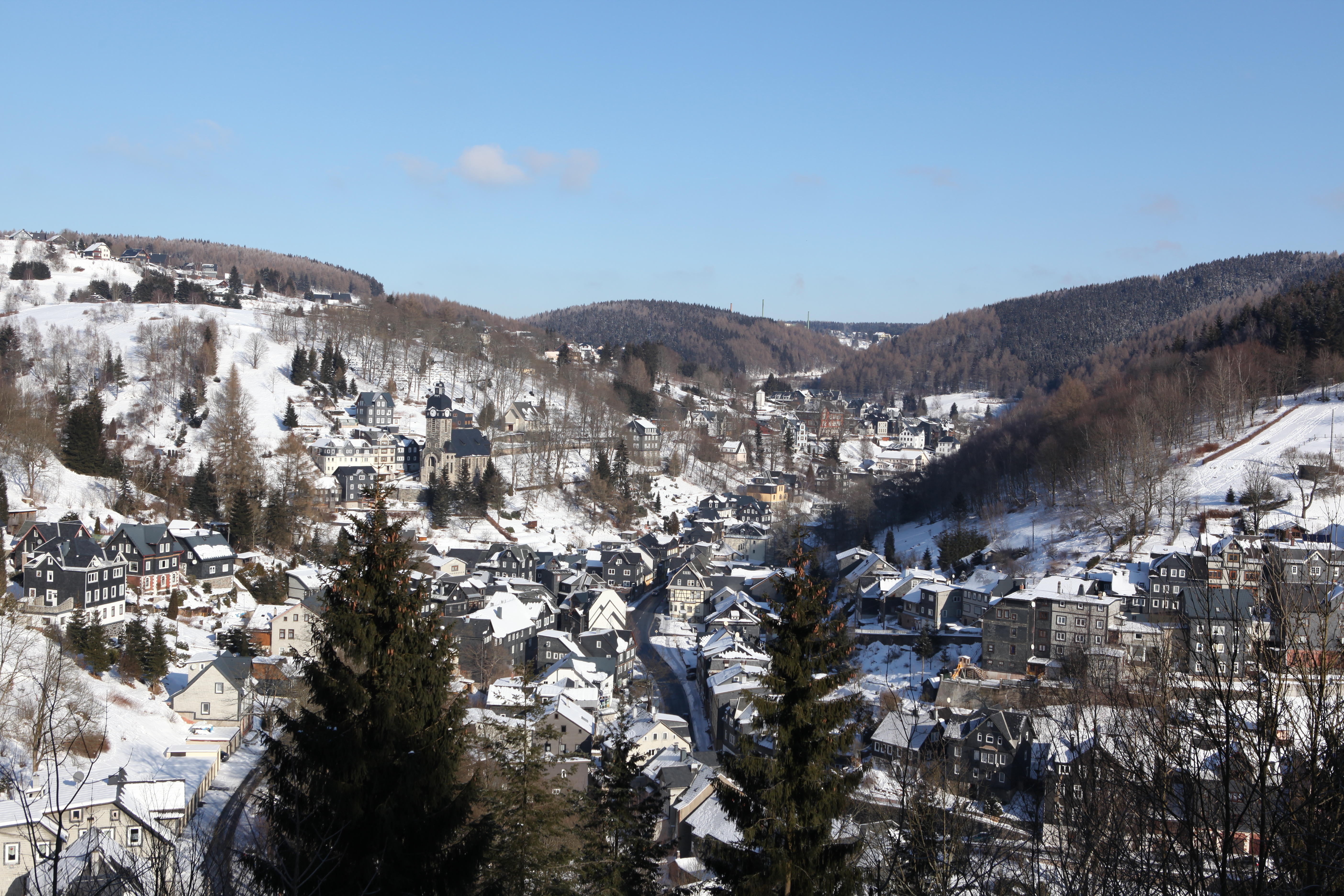
Blick ins Lauschatal vom Teufelsholz auf das Köpplein, dahinter verdeckt die Igelskuppe, Bildmitte der Brehmenstall, rechts der Pappenheimer Berg mit dem Ernstthaler Steig am Horizont, rechts vorne Kleiner Tierberg

Der Lauschabach bildet sich unterhalb von Ernstthal aus dem Igelshieber und dem Ernstthaler Wässerlein. Sein Weg talwärts wird durch charakterisierende Beinamen beschrieben: Die Faule Lauscha fließt noch auf der Hochfläche langsam über einen Wiesengrund, die Muntere Lauscha zwängt sich durch das enge Lauschatal. Ihre Wasserkraft wurde mehrfach genutzt: Durch die Obermühle, im 19. Jahrhundert „Ernstthaler Mühle“ oder „Finstergundmühle“ genannt, 1856 eine Glashütte und seit 1969 Standort der Turnhalle, durch die Dorfmühle gegenüber dem Hüttenplatz, ab 1601 gleichzeitig Schneide- und Mahlmühle, ab 1644 durch die Wiesleinsmühle, ursprünglich eine Mahlmühle, 1733 Brauerei und Schankwirtschaft, ab 1743 durch die Glasschleifmühle des Glasschleifers Georg Friedrich Knye (* 1674; † 1764) unterhalb der Wiesleinsmühle, durch die Untermühle („Engelhardtsmühle“), eine Märbelmühle, und die Göritzmühle, als „Heubachsmühle“ eine Mahl-, Masse- und Schneidemühle, später eine Fabrik für Pharmaglas, also Behältnisse für Medikamente. Die beiden letztgenannten Mühlen liegen unterhalb der Mündung des Lauschabachs an der Steinach. Oberhalb der Mündung der Lauscha entstand 1604 ein Hochofen, der Gründungskern von Unterlauscha.
Mit der Fertigstellung der Bahnstrecke und der Straßenverbindung von Steinach nach Neuhaus durch das enge und sumpfige Tal Ende des 19. und Anfang des 20. Jahrhunderts wurde der Lauschabach größtenteils in einen unterirdischen Kanal durch die Ortsmitte verlegt. Vor der Verrohrung des mittleren Lauschabachs führten die Verbindungswege am Hang entlang, worauf die Straßennamen Alter Weg (heute Bahnweg) und Alte Chaussee hinweisen. Weil das flickwerkartig mit dem ortsüblichen Baumaterial, großen Schieferplatten, überbaute Bachbett wiederholt durch Hochwasser während der Schneeschmelze in Mitleidenschaft gezogen worden war, wurde der Bach von 2002 bis 2007 vollständig in einem Neubau aus Stahlbeton gefasst. Im Unterland mündet der Lauschabach, wieder offen geführt, in die Steinach.
Seit 1729 gehört auch das obere Tal der Steinach zum Lauschaer Revier. Es ist weitgehend unbewohnt und heute dem Tourismus vorbehalten. Hier befindet sich das 1923 erbaute und 1962 erweiterte Schwimmbad, das nach der Wende zum beheizten Erlebnisbad umgebaut wurde. Mit dem Haushaltsjahr 2016 gab die Stadt Lauscha den Betrieb des Bades auf, schloss jedoch am 28. November 2016 einen Betreibervertrag mit dem am 28. August 2016 gegründeten Schwimmbadförderverein.
Nahebei liegt die ehemalige Gastwirtschaft Rosenburg, heute ein Privathaus. Die Besitzer der ca. 500 m talaufwärts gelegenen Ebermannsmühle, einer ehemaligen Massemühle, erhielten 1909 die Erlaubnis zum Verkauf von Flaschenbier, 1929 für den Bierausschank und 1953 zum Verkauf von Butter, Eiern und Kuhkäse. 1957 wurde das Objekt nach der Enteignung der Familie Ebermann ein Ferienheim des VEB Mansfeld Kombinat „Wilhelm Pieck“, von 1990 bis 1993 war es ein Asylbewerberheim. 2003 entstand an seiner Stelle das Ferienobjekt „Wanderparadies im Steinachtal“. Vom Steinachtal zweigt der Totenweg nach Steinheid ab, auf dem bis zur Einrichtung einer Filialgemeinde 1732 die Verstorbenen transportiert werden mussten.
Bis zur Jahrhundertwende zum 20. Jahrhundert wurden durch das Tal vom Wächtersteich bis zur Alten Mutter, einem weiteren Quellbach der Steinach, Baumstämme zum Transport in ein Sägewerk geflößt. Ganz im Süden, an der Göritzmühle an der Grenze zu Steinheid und Steinach, ergießt sich der Göritzbach in die Steinach. In einem klammartigen Seitental nahm die Stadt Lauscha 1995 ein neues Wasserwerk in Betrieb, das verschiedene Quellen im Göritzgrund für die Trinkwasserversorgung der Stadt erschließt. Mit Außerbetriebnahme des Tiefbrunnens zum Jahresende 2006 wurde die Trinkwasserschutzzone im Göritzgrund aufgehoben.

#### Berge
Typisch für das Thüringer Schiefergebirge umgeben hochflächenartige, meist mit dichtem Fichtenwald bestandene Bergrücken das tief eingeschnittene Lauschatal, an deren steil abfallende Hänge sich die engen Straßen und kleinen Gassen des Städtchens schmiegen. Dies sind im Uhrzeigersinn: unterhalb des Rennsteigs östlich des oberen Lauschabachs der Brehmenstall (776 m ü. NN) im Ortsteil Ernstthal, weiter östlich der Pappenheimer Berg (834,5 m ü. NN), südlich daran anschließend der Kleine (769 m ü. NN) und der Große Tierberg (806 m ü. NN) mit dem Schnitzerskopf (760 m ü. NN) hoch über dem Lauschaer Ortszentrum.
Im Süden des Stadtgebietes gegenüber dem Großen Tierberg bildet westlich des Tals der Steinach der Göritzberg (793 m ü. NN) die Grenze zu Steinach und Steinheid. Er erstreckt sich entlang der oberen Steinach wie der nordwestlich anschließende Eisenberg (852,5 m ü. NN) bis nach Steinheid. Zwischen dem Quellbach Steinach und dem nordöstlichen Zufluss Alte Mutter erheben sich der Große Zigeunerberg (820 m ü. NN) und östlich anschließend der Kleine Zigeunerberg (791 m ü. NN). In ihrem Nordwesten führen der Mittelberg (807 m ü. NN) und im Norden der Bornhügel (846 m ü. NN) zum Rennsteig.

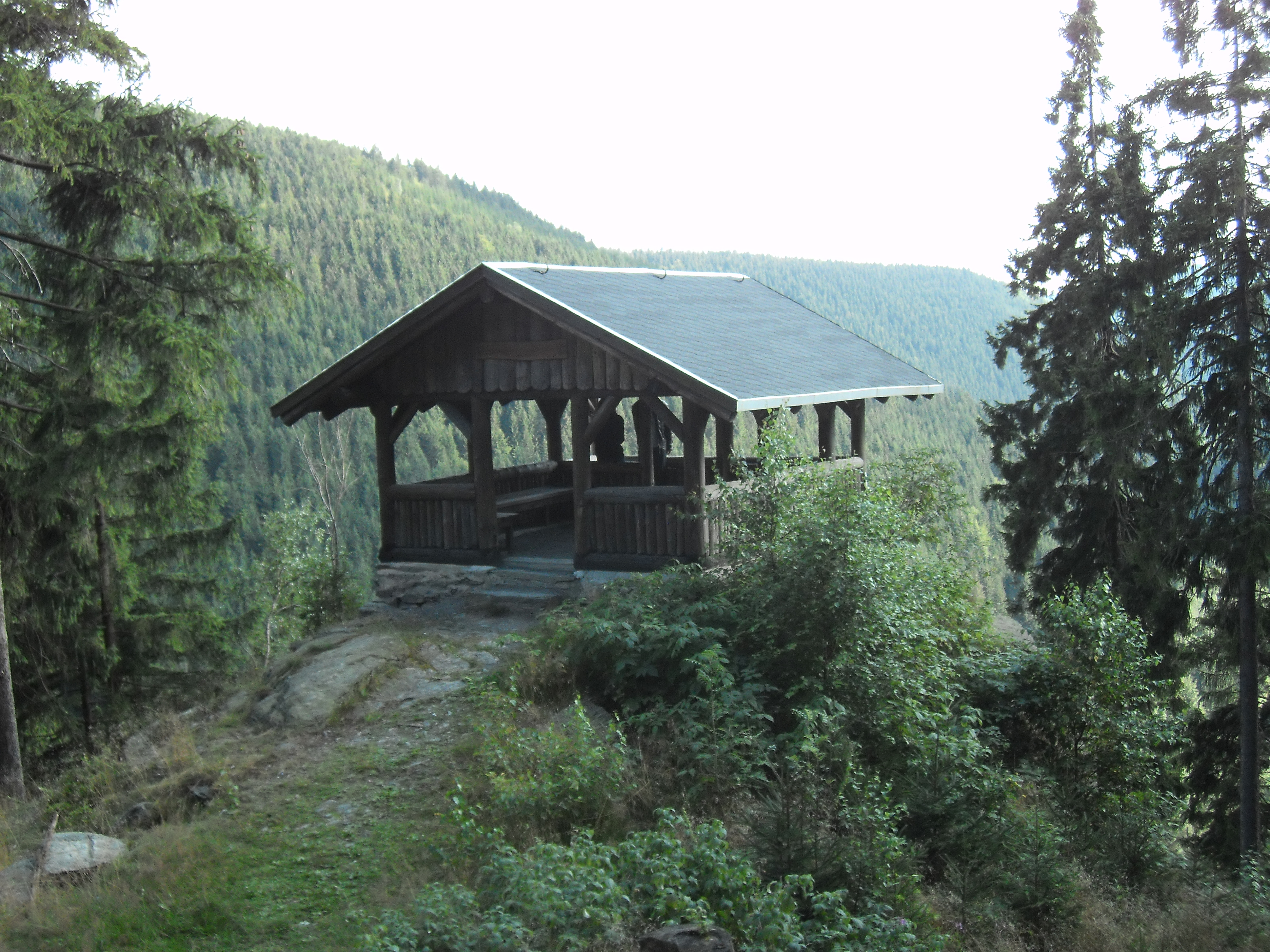
Felsenhäuschen über dem Lauschenstein

Gegenüber der Nordostflanke des Göritzberges, westlich des dort vom Steinachgrund abzweigenden Lauschatals erhebt sich das Teufelsholz (745 m ü. NN) mit dem Lauschenstein, einem mächtigen Schieferfelsen, auf dem 1886 die Schutzhütte Felsenhäuschen errichtet wurde, über Unterlauscha. Hoch über der Lauschaer Ortsmitte, an der seit dem Dreißigjährigen Krieg so genannten Kroatenwacht, schließt sich die Eller an, ein Sattel (um 696 m ü. NN) mit einem Skihang („Bocksrangen“) in das Tal der Steinach, der zum Steinigen Hügel (765 m ü. NN) herüberführt. Hier befand sich zu DDR-Zeiten ein Kinder-Ferienlager, das der VEB Sachsenring Zwickau errichtete und unterhielt. Den nördlichen Abschluss zum Rennsteig bildet die Igelskuppe (800 m ü. NN) im Westen des oberen Lauschabachs. Südlich davon ragt das Köpplein (die Kupp, 781 m ü. NN, bis in das 19. Jahrhundert auch „Ahorn“ genannt) im Oberland mitten in das Lauschaer Stadtgebiet hinein.

## Geschichte

### Die Ära der Hüttengründungen

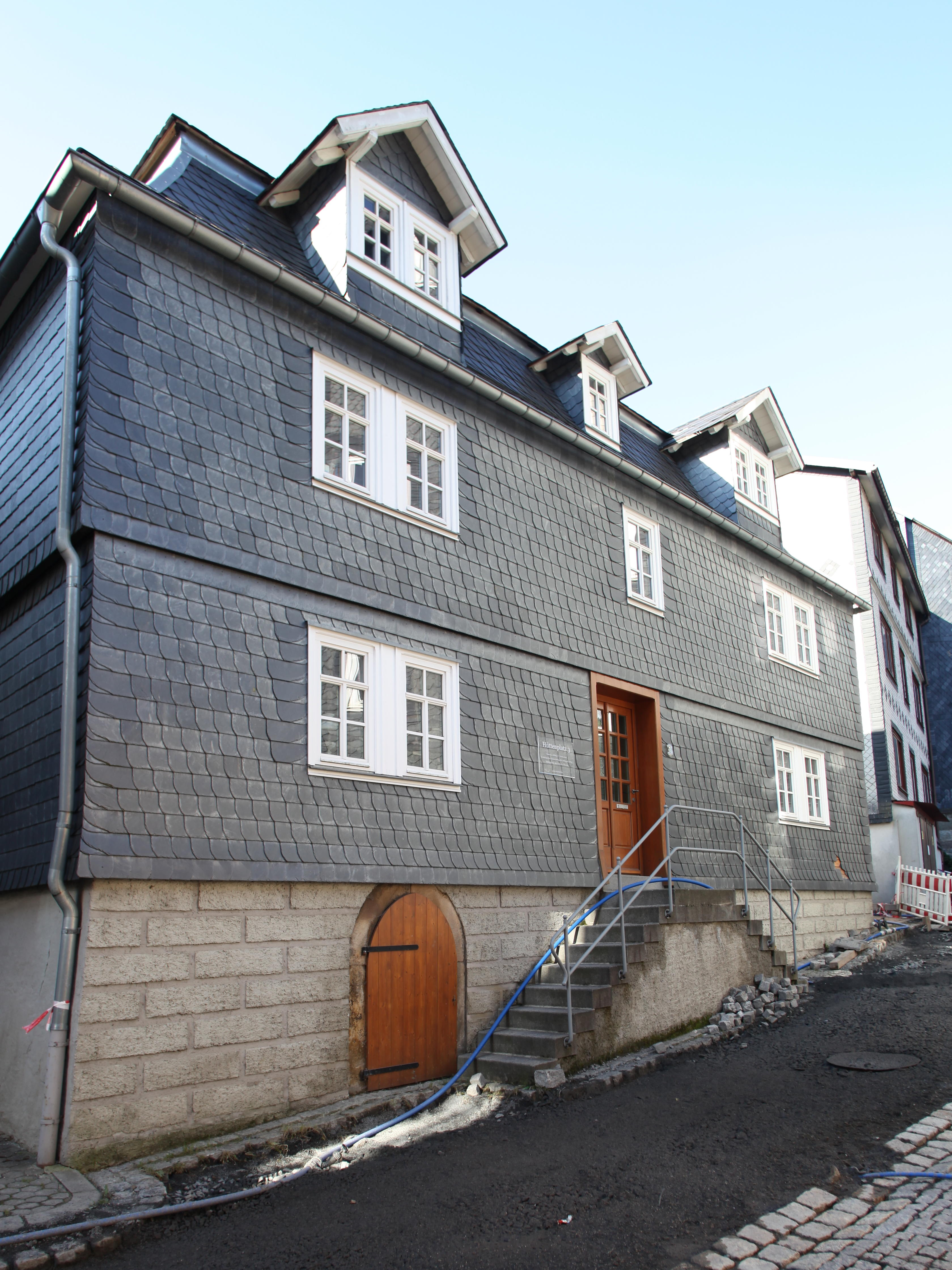
Hüttenplatz 3, Wohnhaus des Glasmachers Christoph Müller

Lauscha wurde durch den Bau einer Glashütte gegründet. Die Glasmacher Hans Greiner und Christoph Müller erhielten am 10. Januar 1597 vom Herzog Johann Casimir zu Sachsen-Coburg die erbliche Konzession zum Betreiben einer Glashütte im Multertiegel, d. h. dort, wo sich heute der danach benannte Hüttenplatz befindet, nachdem ein erster Ansiedlungsversuch ab 1589 etwa 600 m talaufwärts unweit der heutigen Farbglashütte im Marktiegel noch an den Ansprüchen des dortigen Grundherren, des alternden Reichserbmarschalls Christoff Ullrich von Pappenheim zu Gräfenthal, gescheitert war. Für 12 Gulden Erbzins alljährlich auf Michaelis (29. September), 1 Schock Trinkgläser jährlich zur Hofhaltung und einen Preisnachlass von einem Pfennig auf alle weiteren vom Hofe gewünschten Gläser erhielten die Glasmacher Platz für die Glashütte und zwei Wohnhäuser, den Grund unterhalb der Hütte bis zur Mündung der Lauscha in die Steinach, zusammen 42 Acker Wiesenrod, und den Grund zu beiden Seiten der Faulen Lauscha (unterhalb des Marktiegels), zusammen 30 Acker Bauland, Acker- und Wiesenrod (insgesamt ca. 21 ha), das Fischwasser Lauscha und das Recht, eine Schneidemühle anzulegen, Vieh zu halten und im Wald zu hüten und drei weitere Wohnhäuser zu bauen, dazu Steuerfreiheit für den Tischtrunk. Das zum Betrieb der Hütte notwendige Holz bekamen sie für 4 Groschen Waldmiete für den Klafter aus 42 zugeteilten Geräumen, dazu Holz als Schneideblöcher zu 3 Hellern bzw. jedes zwölfschuhige Bloch für 18 Pfennige. Der Hüttenknecht Bock erwarb eine Hofstätte neben der Hütte am Tierberg, 1 Acker Rodeland und 5 Acker Wiesenrod. Sollte ein Glasmeister oder ein Hüttenknecht sein Haus zu verkaufen wünschen, sollte er es nicht an Fremde verkaufen, die keine Glasmacher sind. Der Forstmeister in Franken und der Schösser zu Neustadt und Sonneberg wurden angewiesen, die Glasmeister und Hüttenknechte in ihren Rechten zu schützen.

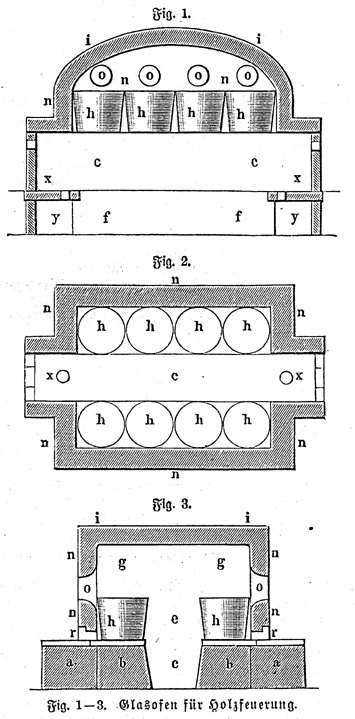
Ein holzbefeuerter Hüttenofen

Der Glasofen der Hütte hatte auf jeder Seite jeweils 6 Stände, die an der Westseite hatte die Familie Müller inne, die auf der Ostseite die Familie Greiner. Durch Vererbung und durch das Einheiraten der Familie Böhm 1691 wuchsen die Anteile an den Werkstätten aber schnell an. Das ungewöhnliche genossenschaftliche Betreibermodell war begleitet von einer strengen zunftmäßigen Abschottung und tiefer religiöser Gemeinschaft. Jeder Arbeitstag begann mit einem Choral.
Im Dreißigjährigen Krieg blieb das junge Dorf von Kriegshandlungen verschont. Kroatische Söldner in kaiserlichen Diensten, die unter Befehl des Generals Guillaume de Lamboy nach der Niederlage der protestantischen Seite in der Schlacht bei Nördlingen und der missglückten Belagerung von Kronach 1635 die Burg Sonneberg und das Umland verheerten, fanden den Zugang zum oberen Steinachtal nicht. Jedoch führte der wirtschaftliche Niedergang im Umland zu einer Hungersnot, die die Lauschaer fast zur Aufgabe ihrer Siedlung zwang. Die wegen der Zerstörungen während des Krieges in großem Umfang angestiegene Nachfrage nach Butzenscheiben bewahrte die Lauschaer Glashütte gerade noch vor dem Konkurs. Doch nach dem Westfälischen Frieden stieg der Absatz von Gebrauchsglas, wie Trinkgläsern in verschiedenen Formen und Größen und Apothekerglas für die Olitätenhändler, und von Luxusgütern, insbesondere aus Beinglas, schnell wieder an.
Die jüngeren, nicht erbberechtigten Söhne der Glasmeister errichteten in der Umgebung immer wieder neue Glashütten, um die herum neue Ansiedlungen entstanden. Nachgewiesen sind derartige Gründungen der Gemeinden Schmalenbuche (1607, heute Neuhaus am Rennweg), das selbst zum Ausgangspunkt von Gründungen, wie Alsbach (1711), Habichtsbach (1735) und Sophienthal (1768) wurde, des späteren Grumbach (1615), von Piesau (1622), Klein-Tettau (1661) und der 1856 wieder verlassenen Ansiedlung Glücksthal (1736). Lauschaer Glasmeister der Familie Greiner belebten 1616 die von der Familie Müller nach einem Brand verlassene Glashütte in Bischofsgrün wieder, siedelten sich 1646 in Altenfeld und 1656 in Stützerbach an und gründeten 1698 eine Glashütte An der Sieglitze. So wurde Lauscha zur Mutterglashütte der Glasproduktion im Thüringer Wald. Auch in und um Lauscha entstanden noch weitere Glashütten; 1720 im ehemaligen Pappenheimer Forst eine Stuhlglashütte für Fadenglaskelche im Henriettenthal, das 1621 wie alle Gräfenthaler Besitzungen der Familie Pappenheim an Sachsen-Altenburg verkauft worden und durch Weitervererbung zwischenzeitlich an Sachsen-Saalfeld gefallen war und das erst 1946 gemeinsam mit Finstergrund-Obermühle nach Lauscha eingemeindet wurde. Ernstthal wurde 1707 ebenfalls von Lauschaer Glasmeistern durch den Bau einer Glashütte gegründet. Die Köhlersiedlung Igelshieb (wahrscheinlich nach einem Waldbrand um 1624 entstanden und 1740 von Lauscha abgetrennt und nach Neuhaus eingepfarrt) und die auf eine Glashütte zurückgehende Porzellanmanufaktur in Limbach sind weitere Gründungen, die mit der aufblühenden Glasindustrie in der Region um Lauscha in Zusammenhang stehen.
Limbach wurde 1731 als eine Glashütte durch die Brüder Johann Gottfried, Martin und Gottlieb Greiner und deren Schwager Michael Gundelach, dem Gründer einer Glas- und Fayencehütte in Siegmundsburg, gegründet. Der 1732 in Alsbach geborene Johann Gotthelf Greiner erfand unabhängig von Johann Friedrich Böttger und in einer etwas abgewandelten chemischen Zusammensetzung in jahrelanger Forschungsarbeit das Porzellan und wandelte die Glashütte Limbach 1751 in die erste Thüringer Porzellanfabrik um. 1764 beteiligte er sich an der Gründung der Porzellanmanufaktur in Wallendorf. Bei seinem Vetter Johann Georg Greiner, Glas- und Hüttenherr zu Glücksthal, Oberalsbach und Sophienthal und hochfürstlich schwarzburg-rudolstädtischer Hofagent und Kommerzienrat, experimentierte der Schwarzburger Theologe Georg Heinrich Macheleid und entwickelte 1757 seine Technologie der Porzellanherstellung. Daraus ging 1762 die Porzellanfabrik Sitzendorf-Volkstedt hervor. Johann Christoph Friedrich Greiner, Glas und Hüttenmeister sowie Kauf- und Handelsherr zu Lauscha und Henriettenthal, herzoglich sachsen-coburgischer Kommerzienrat und Erb-Lehn- und Gerichtsherr zu Ehnes und Scherneck begründete 1783 mit Johann Georg Greiner und dessen Sohn Christian Daniel Siegmund Greiner, herzoglich sachsen-meiningischer Hofkommissarius und Besitzer der Rittergüter Ehnes und Katzberg, eine Manufaktur in Rauenstein, die als Porzellanfabrik Rauenstein bis 1930 bestand. 1817 kaufte er das alte Hüttenwerk in Hüttensteinach, um es in eine Porzellanfabrik umzuwandeln. Den Anfängen der Porzellanindustrie folgte die Gründung von Tafelglashütten, die Hütte Marienthal (1828), die Gründung des Landrats W. Müller auf dem Gelände eines alten Hochofens im Giftiggrund an der Rögitz, und die Greinersche Hütte Bernhardsthal (1829) nahe Glücksthal.

### Heimarbeit und Industrialisierung im 18. und 19. Jahrhundert

Königin Victoria und Prinz Albert von Sachsen-Coburg und Gotha mit ihren Kindern Weihnachten 1848 in The Illustrated Londons News

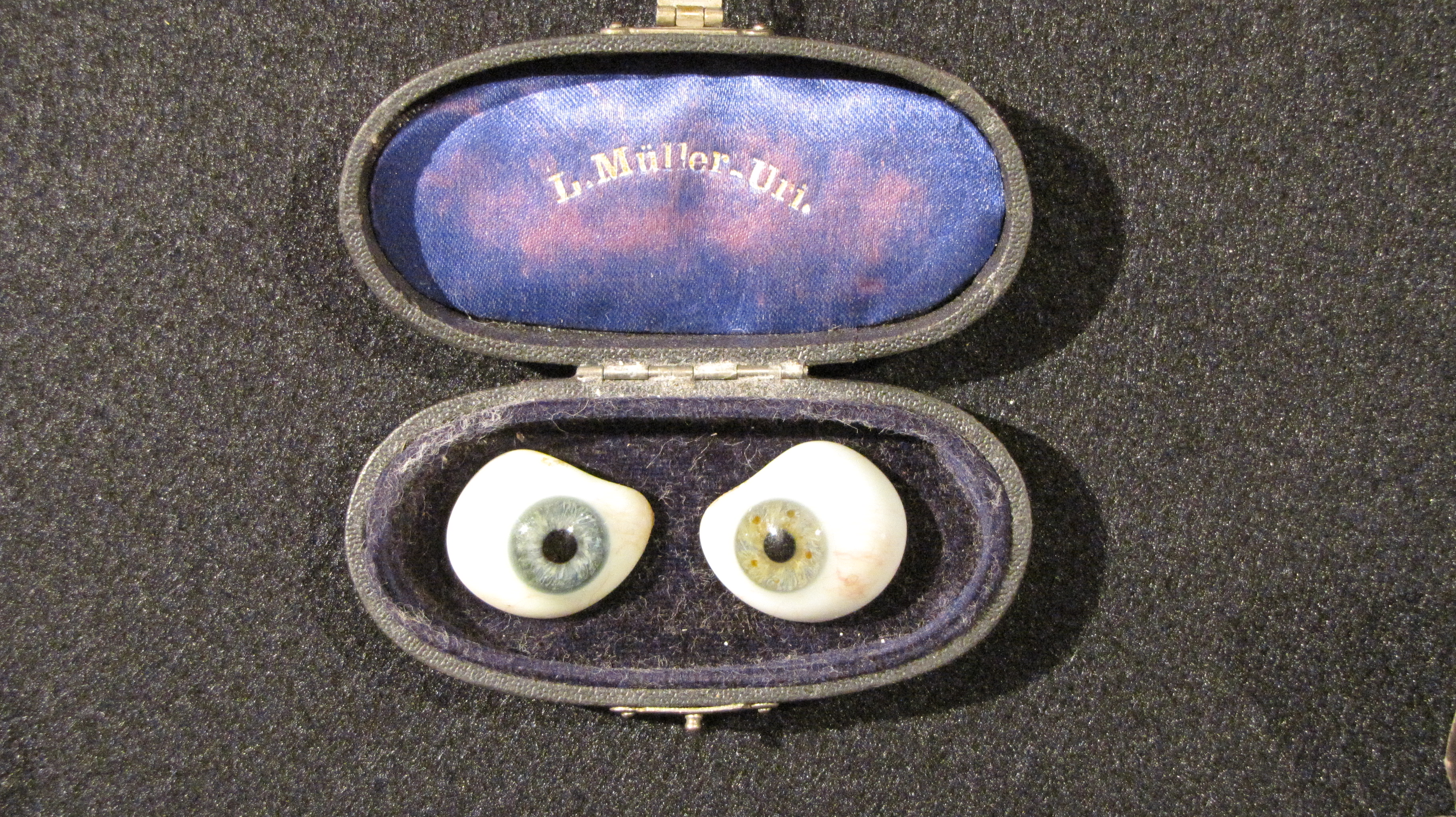
Lauschaer Kunstaugen 1835

Mitte des 18. Jahrhunderts boten die Glashütten nicht mehr genug Arbeit für die schnell wachsende Ortschaft (1781 hatte Lauscha 490, 1871 dann schon 2.228 Einwohner), neue Einkommensquellen mussten erschlossen werden. In den Jahren zwischen 1730 und 1770 importierte der Glasbläser Johann Greiner Habakuk (Sixer) die Glaswarenherstellung in Heimarbeit vor der Lampe aus dem Rheinland durch das Beobachten der dortigen Glasbläser und durch das experimentelle Nachvollziehen ihrer Technologie, an dem sich in den bahnbrechenden Jahren auch sein Sohn Johann Greiner Tamerlan beteiligte, nach Lauscha. Allmählich kam der Glasschmuck auf, um 1762 hohlgeblasene Perlen, die bald in großen Mengen verkauft wurden, dann auch gläserne Figuren und Tiere. 1847 erfand ein Lauschaer Glasbläser gläsernen Schmuck für den Weihnachtsbaum. Schon im darauffolgenden Jahr wurden die ersten Weihnachtskugeln, große bemalte Glasperlen, in verschiedenen Größen über den Eigenbedarf hinaus angefertigt, wie ein erhaltenes Auftragsbuch beweist. Aus diesen entwickelten sich die Christbaumkugeln, die bis 1860 alle großen Sonneberger Spielzeugkontore und -verlagshäuser in ihr Sortiment aufgenommen hatten. Ab etwa 1870 wurden sie mit Silbernitrat verspiegelt. Um 1880 exportierte sie Frank Winfield Woolworth erstmals in die USA, um 1900 bestellte er für seine Kaufhauskette schon ca. 200.000 Stück Kugeln und figürlichen Christbaumschmuck pro Jahr.
Aus der Glasmalerei entwickelte sich die Porzellanmalerei, als sich Johann Karl Ens, der in der Markgräflichen Porzellanmanufaktur in Bruckberg das Porzellanmalerhandwerk erlernt und bei Johann Gotthelf Greiner in Limbach gearbeitet hatte, in Lauscha niederließ. Lauschaer Porzellanmaler waren an den Gründungen der Aeltesten Volkstedter Porzellanmanufaktur, der Wallendorfer Porzellanmanufaktur und der Porzellanmanufaktur in Rauenstein beteiligt. Auch die Manufakturen in Ilmenau (1777) und in Großbreitenbach (1779), die Porzellanfabriken Kloster Veilsdorf (1760, 1797) und in Hüttensteinach sind mit ihrem Wirken verknüpft. In Lauscha selbst war die Herstellung kunstvoll bemalter Porzellan-Pfeifenköpfe bedeutsam. Der bekannteste Porzellanmaler war Friedrich Karl Ens (* 1802; † 5. November 1865), der 1837 in die Porzellanmalerei Günther Greiner & Georg Wilhelm Greiner Sohn eintrat (nun Fa. Ens & Greiner), in Igelshieb seine eigene Werkstatt einrichtete und Anteile an der Volkstedter Porzellanmanufaktur erwarb. Er beschäftigt um 1850 bis zu 150 Mitarbeiter, nach seinem Tod verlor dieser Erwerbszweig in Lauscha aber rasch an Bedeutung.

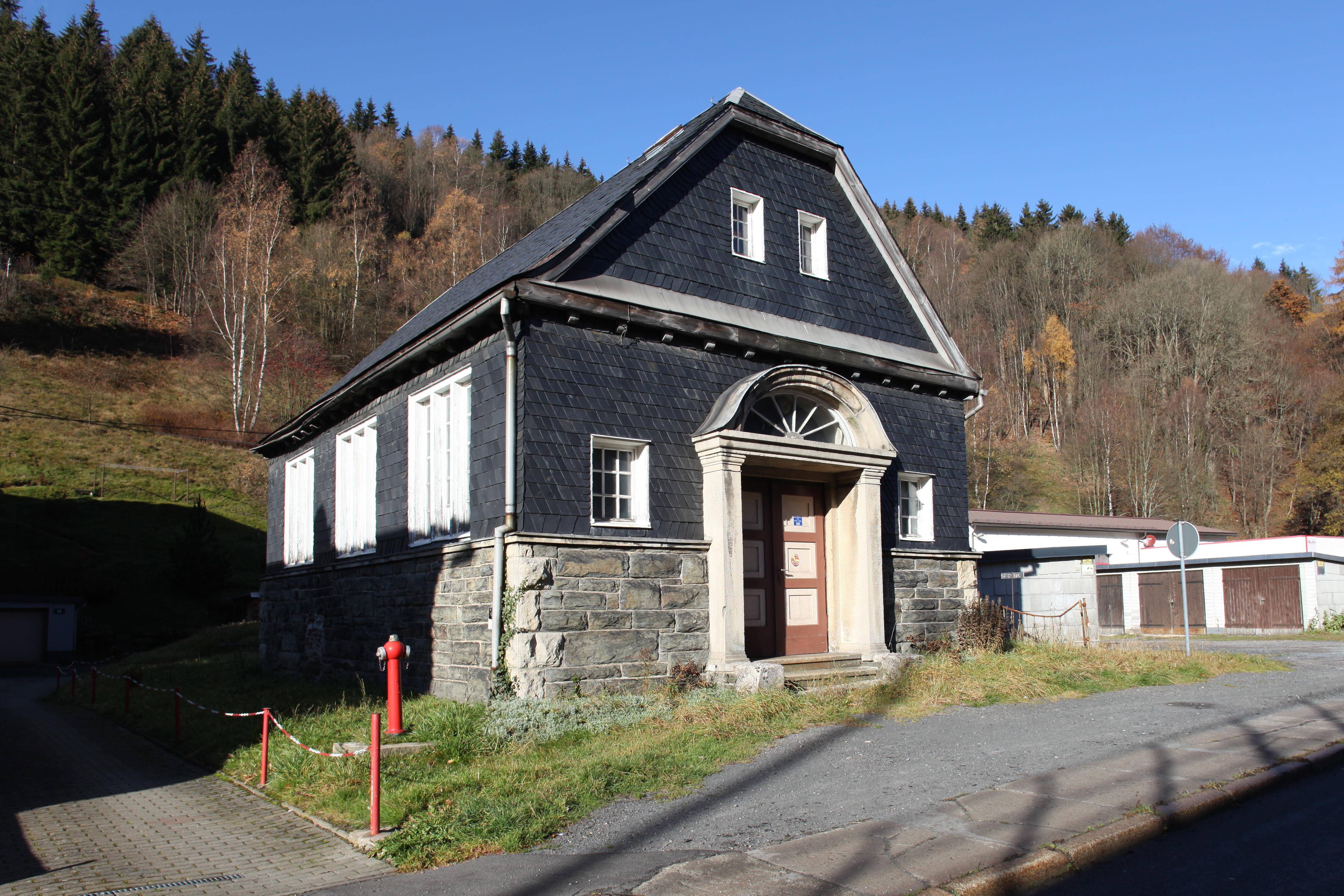
Wasserwerk Hauptpumpwerk 1910

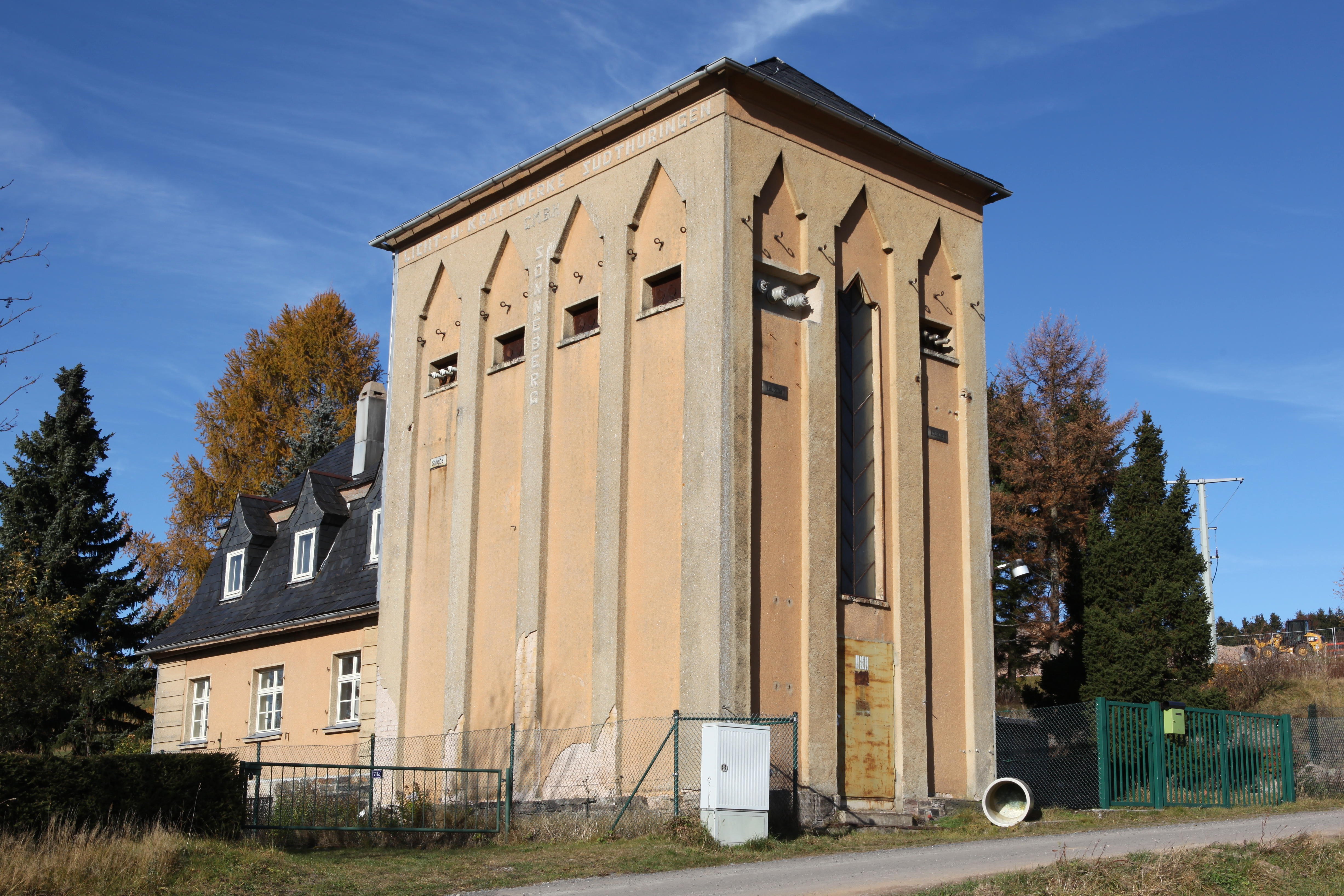
Umspannwerk 1925/26

1835 fertigte Ludwig Müller-Uri erstmals ein künstliches Menschenauge aus Glas in bis dahin ungekannter Qualität an. Die Lauschaer Kunstaugen revolutionierten die Versorgung von Patienten, die durch Unfall, Krankheit oder Krieg ein Auge verloren hatten. Bei der Fabrikation massiver Tieraugen aus Glas für die sonneberger Puppenfabriken erfand sein Schwiegersohn Johann Christian Simon Carl Greiner (es a’lt Vetterla) 1848 die Märbelschere, ein Gerät zur Produktion von Glasmurmeln, die sich Elias Greiner 1849 als „künstliche Achat- und Edelsteinkugeln“ patentieren ließ. Mit dem Kapital seiner Firma Elias Greiner-Vetter-Sohn, die Farben für die Glas- und die Porzellanmalerei hergestellt hatte, begründete er 1853 die heutige Farbglashütte (Seppenhütte), ursprünglich als Märbelhütte. Diese lieferte die Halbfabrikate, Glasstäbe und Glasröhren, für die Heimindustrie, was zum prägenden Geschäftsmodell wurde. 1856 folgten die Gründung der Glashütte Louis Robert Greiner-Bock & Co (Schlotfegerhütte) etwas unterhalb der Farbglashütte und etwas oberhalb auf dem ehemaligen Sachsen-Saalfeldischem Gebiet die Gründung der Glashütte Obermühle, ab 1897 Kühnertshütte, 1862 der Glashütte Eugen Eichhorn im benachbarten Steinach. Hatten die Heimarbeiter anfangs Öl- und ab 1850 Paraffinlampen benutzt, deren Flamme sie schon um 1820 mit Hilfe eines Blasebalges verstärkten, konnten sie mit dem Bau der Gasanstalt gegenüber dem späteren Bahnhof 1867 und dem Aufbau eines Gasleitungsnetzes leistungsfähigere Gasgebläse verwenden und damit Kryolithglas für die Augenprothetik (1868) und andere Farbglasmischungen verarbeiten, die sich dünnwandiger, vielfältiger und filigraner formen lassen. Die Gemeinde beteiligte sich gemeinsam mit der Stadt Sonneberg 1921 am Ferngaswerk Neustadt bei Coburg und stellte 1923 auf die weniger aufwändige und weniger krisenanfällige Fernversorgung um. Im gleichen Jahr wurde Lauscha an das Elektrizitätsnetz angeschlossen.
Als 1801 die „Saalfelder Chaussee“ nach Neuhaus, 1825 die Straße nach Steinach, 1886 die Bahnstrecke nach Sonneberg und 1913 schließlich die Bahnstrecke nach Neuhaus und Probstzella freigegeben wurden, eröffnete dies den Zugang zu den Spielzeugmetropolen, den Überseehäfen und den Märkten der Welt. Der Glasapparatebau, die Herstellung medizinischer Instrumente und Behälter, die Glasspinnerei von „Feenhaar“, dem Vorläufer der Glasfaser (um 1890), die Entwicklung der Glühlampe, der Leucht- und der Elektronenröhre, die technische und die chemische Glasindustrie nahmen ihre Anfänge. 1923 nahm das Glaswerk Brehmenstall in Ernstthal den Betrieb auf, am 24. Januar 1924 die Fa. Johann Georg Schneider (Schneidershütte) auf einem vom Eisenbahnbau zuvor als Schotterwerk genutzten Gelände am 1906 eingemeindeten Köpplein. Sie war die letzte Hüttenneugründung in Lauscha.
Die erste Schule von 1768 wurde 1849–1851 durch ein neues Schulhaus ersetzt, das später wiederum die Gewerbliche Berufsschule beherbergte und in dem von 1903 bis 2013 das Museum untergebracht war. 1868 wurde die „neue Schule“ errichtet, das heutige Rathaus. 1862 wurde eine Poststation und 1875 eine Telegrafenstation eingerichtet, am 1. Oktober 1886 das von der Firma Elias Greiner-Vetters-Sohn erbaute und an die Reichspost verpachtete Postgebäude feierlich seiner Benutzung übergeben. 1889 besuchte der Herzog Georg II. von Sachsen-Meiningen die Glasbläsergemeinde, die wirtschaftlich aufstrebte, die aber auch immer wieder von Epidemien, wie Pocken, Scharlach, Masern, Ruhr und Keuchhusten, heimgesucht wurde. Auch das deutsche Kaiserhaus schätzte den Lauschaer Christbaumschmuck als überkonfessionelles Symbol nationalen Brauchtums im jungen Deutschen Reich. 1897 wurde die Bahnhofschule (ab 1949 „Goethe-Schule“), 1906 die Kirchwegschule eingeweiht. Seit 1902 hat Lauscha ein Trinkwasserleitungsnetz. Am 12. Juli 1902 wurde die am Vorabend erfolgte Gründung einer Freiwilligen Feuerwehr amtlich bekannt gemacht, die 1938/39 ein Löschgerätehaus bekam. Die erste Dorfglashütte wurde 1905 abgerissen und machte einem entstehenden Ortskern Platz. Dieser erhielt mit der Einweihung der evangelischen Kirche nach 13-monatiger Bauzeit am 17. September 1911 an der Stelle einer kleinen barocken Kapelle, des „Kirchleins auf dem Berg“ aus dem Jahr 1732, hoch über der Ortsmitte mit den kleinen beschieferten Bürgerhäusern sein heutiges Aussehen.

### Entwicklung im 20. Jahrhundert

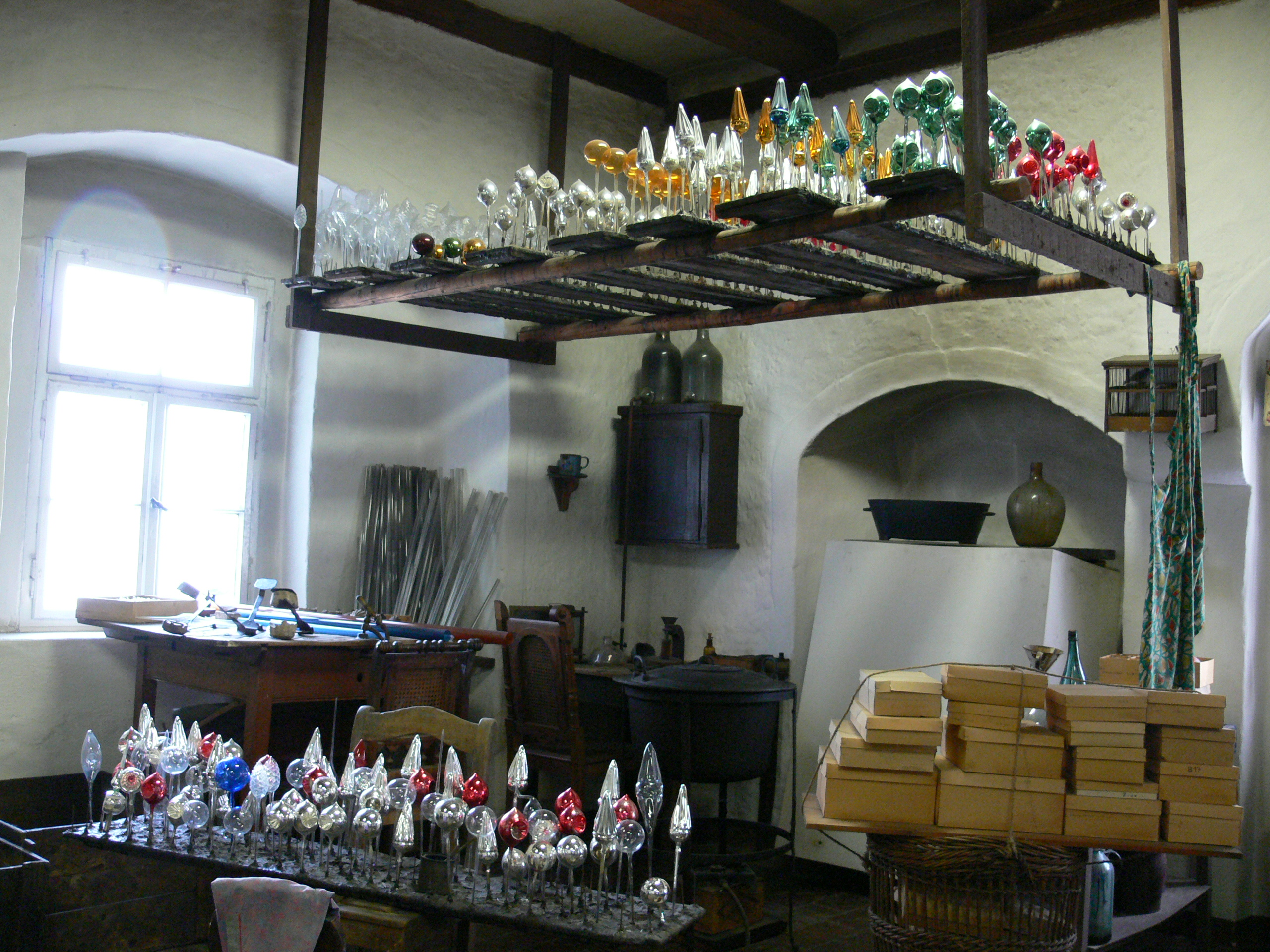
Glasbläserwerkstatt aus Lauscha, um 1930 (Museum für Thüringer Volkskunde Erfurt)

Mit der Gründung der Glasbläsergenossenschaft des Meininger Oberlandes e.G. 1907 auf Initiative des Sozialdemokraten Eduard Wagner schufen sich die Glasbläser eine Alternative zu den Sonneberger Verlegern, die bis dahin den Vertrieb der Glaswaren beherrschten und sowohl die Preise als auch den Absatz kontrollierten und beeinflussten, wodurch die Heimarbeiter von ihnen abhängig waren. Die Genossenschaft war auch während des Ersten Weltkrieges und der Weltwirtschaftskrise wirtschaftlich erfolgreich. Erfolgreiche Exportergebnisse förderten die Glaswarenproduktion, auch die Gewinnmargen stiegen. Diese sollten ausdrücklich der Verbesserung der Lebensbedingungen der Glasbläser zugutekommen. Auf dieser Grundlage konnten die SPD- und die KPD-Fraktion im Gemeinderat trotz tiefer Zerwürfnisse untereinander karitative Maßnahmen beschließen, um die Folgen von Krieg (Lauscha beklagte 221 Gefallene) und Inflation für die notleidende Bevölkerung abzumildern. Mit Unterstützung ihrer Hilfsorganisationen, der Arbeiterwohlfahrt und der Roten Hilfe Deutschland, organisierten sie Kindererholungstransporte nach Westfalen, nach Altona und nach Nürnberg für die durch Mangelernährung, die beengten Wohnverhältnisse und die anstrengende Mitarbeit in den Kleinstbetrieben gesundheitlich angegriffenen Kinder der Glasbläserfamilien. Schon 1873 hatte sich der Konsumverein gegründet, um die Versorgungssituation der Gemeinde zu verbessern.
Anfang der 1930er Jahre wurde durch den wachsenden Einfluss der NSDAP in Coburg und in Sonneberg die Arbeit der Genossenschaft schwieriger. Ende 1932 musste sie Konkurs anmelden. Unmittelbar nach dem Reichstagsbrand am 27. Februar 1933 wurden vorwiegend kommunistische Gemeinderatsmitglieder, unter anderem Gustav Huhn, Max Leipold (Metten), Franz Müller-Deck (Decken Franz) und Paul Greiner-Pachter, verhaftet und im KZ Nohra interniert. Die Gewerkschafter Wilhelm Böhm, Max Greiner-Bär und Robert Müller mussten sich der täglichen Meldepflicht unterwerfen. Nach dem Attentat auf Hitler vom 20. Juli 1944 wurden wieder Max Leipold, Albin Bäz (Bäzen Fried) und Elias Böhm-Hennes verhaftet und interniert. Während des Zweiten Weltkrieges mussten 121 italienische Militärinternierte sowie Frauen und Männer aus Russland, der Ukraine, den Niederlanden, Frankreich und Polen Zwangsarbeit bei Dipl.-Ing. Starke und bei Elias Greiner-Vetters Sohn in Lauscha, in der Glashütte Brehmenstall und bei der Firma Gebrüder Anschütz in Ernstthal verrichten. Nach 1939 wurde kein Christbaumschmuck mehr hergestellt. Erst nach dem Krieg nahmen die ersten Familienbetriebe die Fertigung wieder auf. Kurz vor Kriegsende, am 12. April 1945, sprengte der „Volkssturm“ eine kleine Straßenbrücke, die Eichhornsbrücke in Unterlauscha, um die Straße vor den heranrückenden Einheiten der 11. Panzerdivision der 3. US-Armee zu sperren, die in der Nacht zuvor von den umliegenden Bergen aus das Nachbarstädtchen Neuhaus unter Artilleriebeschuss genommen hatten. Den Truppen kein ernsthaftes Hindernis konnte die Brücke erst 1953 im Rahmen des NAW wieder instand gesetzt werden.

### Nachkriegszeit und Neuzeit

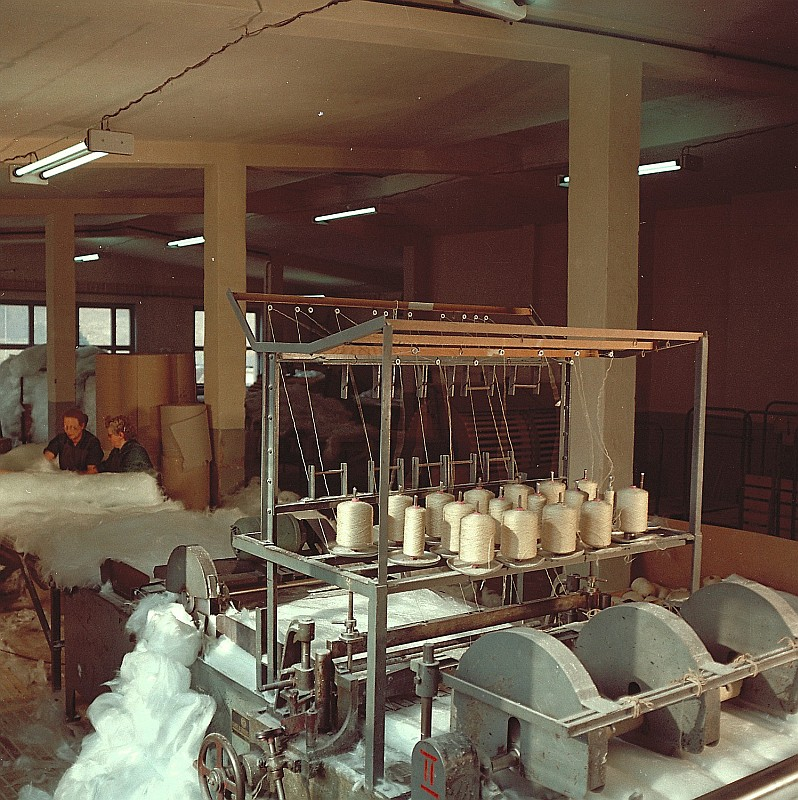
Glasfaserproduktion im Glaswerk Lauscha, 1972

Am 3. Juli 1945 besetzte die Rote Armee das südliche Thüringen. Lauscha gehörte damit zur Sowjetischen Besatzungszone, ab 1949 zur DDR und ab 1952 zum Kreis Neuhaus am Rennweg im Bezirk Suhl. Am 15. Dezember 1953 wurde Lauscha zum Erholungsort, dem am 1. Januar 1958 die Stadtrechte verliehen wurden. Vom 12. zum 13. Juni 1946 verwüstete ein Wirbelsturm große Flächen des Waldes um das Steinachtal. An der Wiederaufforstung beteiligte sich die gesamte Ortsbevölkerung, mehrheitlich Frauen, Alte und Kinder. 1958 richtete erneut ein Sturm schwere Zerstörungen an. Die Glasproduktion wurde 1946 im VEB Glaswerke Lauscha und 1948 in einer Handwerksgenossenschaft organisiert. Die Gasversorgung wurde durch hydrierte Braunkohle aus Borna sichergestellt.
Ab 1950 wurde der Betrieb der ehemaligen Glasspinnerei Queck, zu dieser Zeit Sowjetische Aktiengesellschaft, von den Räumlichkeiten in der Straße des Friedens in die ehemalige, 1936 in Konkurs gegangene Schneiderhütte umgesetzt, wo 1953 eine neue Spinnereihalle fertiggestellt und mit dem traditionellen Stabziehverfahren in Betrieb genommen wurde. Die Herstellung von Feinstfaser, Dämmstoffen, retroreflektierenden Beschichtungen für Verkehrszeichen aus Microglaskügelchen (Ballotini) und anderen Produkten der technischen und der chemischen Glasindustrie der Glaswerke in Oberlauscha, Steinach und im Schaumglaswerk Taubenbach wurde ab dem 1. Januar 1970 im VEB TRISOLA Steinach gebündelt. Seit der Übernahme durch die Bürger-Gruppe Hildesheim 1992 firmiert die oberlauschaer Hütte unter dem Namen Lauscha Fiber International GmbH. Bis 1998 erfolgte die schrittweise Umstellung der Fertigung von microfeiner Glasfaser auf das Rotations- und das Flammblasverfahren. Am 1. Januar 2013 übernahm die UNIFRAX Corp. Summerville SC, USA, die LFI.
In den 1960er Jahren wurde im VEB Neonbeleuchtungswerk Leuchtreklame aus handgeformten Neonröhren angefertigt. 1965 baute die PGH „10. Jahrestag“ die ehemalige Glashütte Louis Robert Greiner-Bock & Co um. Der 1971 durch Verstaatlichung der Anteile der Familie Greiner entstandene VEB Farbglaswerk nahm 1979 an der Stelle der alten Farbglashütte Elias Greiner Vetters Sohn, die 1895 die abgebrannte hölzerne Hütte ersetzt hatte, einen modernen Neubau in Betrieb. Im November 1980 gab es in Lauscha das I. Symposium für Lampenglasgestalter der DDR, das dann alle drei Jahre stattfinden sollte, auch für Arbeiten am Glasofen. 1981 wurde die Kunstglasbläserei im VEB Glaskunst und die Produktion von Christbaumschmuck im VEB Glasschmuck zusammengefasst. Die devisenträchtige Glasschmuckherstellung wurde zeitweise auf eine maschinelle Großproduktion umgestellt. Dabei gelang in Lauscha die Konstruktion einer Anlage (KUBLA), mit der Glaskugeln ohne Naht und ohne Abstriche in der Qualität produziert werden konnten, allerdings blieben Verspiegelung, Verzierung und Verpackung weiterhin Handarbeit. Viele Lauschaer arbeiteten aber auch im Umland, insbesondere in dem aus einem Telefunken-Werk hervorgegangenen VEB Röhrenwerk „Anna Seghers“, dem späteren VEB Mikroelektronik Neuhaus in Neuhaus am Rennweg, das nach 1990 abgewickelt wurde.
In Lauscha kam es nach der Wiedervereinigung zu einer Rückkehr zur traditionellen Herstellung des Glasschmucks. Heute wird der gläserne Christbaumschmuck in originaler Handwerkskunst mit teilweise über 100 Jahre alten Verfahren, Formen und Werkzeugen gefertigt. 1992 wurde die Gasversorgung auf Erdgas umgestellt. Die Kunstglasbläserwerkstätten beziehen ihre Halbfabrikate nach wie vor aus der Farbglashütte, die 1995 privatisiert und 1999 um einen großzügigen Besucherbereich erweitert wurde. An der Stelle des 1998 abgerissenen Glaswerkes der PGH wurde 2003 das Glaszentrum Lauscha eröffnet. Den gestiegenen Umweltauflagen an die Abwasserbehandlung wird eine Kläranlage gerecht, die am 23. Oktober 2006 in Betrieb genommen wurde und die seit 2014 auch die Abwässer aus Ernstthal aufnimmt.
Am 19. März 2021 nahm die Kultusministerkonferenz der Länder die „Herstellung von mundgeblasenem gläsernen Lauschaer Christbaumschmuck“ in das bundesweite Verzeichnis des Immateriellen Kulturerbes auf.

## Politik

### Raumordnung
Die Stadt Lauscha ist ein Kleinzentrum im Landkreis Sonneberg. Lauscha und die Nachbarstadt Steinach planten, sich im Zuge einer Gemeindereform zu Steinach-Lauscha zusammenzuschließen. Der Vertrag über die Zusammenlegung der beiden Städte wurde am 20. Juli 2007 unterzeichnet, der geplante gemeinsame Ortsname am 3. August 2007 durch einen Losentscheid auf neutralem Boden in der Bergmannsklause zwischen Steinach-Lauscha und Lauscha-Steinach entschieden. Da jedoch für freiwillige Zusammenschlüsse keine Fördermittel mehr ausgeschüttet wurden, löste der Lauschaer Stadtrat am 23. September 2009 den Fusionsvertrag auf. Stattdessen wird eine verstärkte Zusammenarbeit im Städtedreieck Steinach-Lauscha-Neuhaus am Rennweg angestrebt. Der Städteverbund wird ein teilfunktionales Mittelzentrum bilden, das im Landesentwicklungsplan 2004 noch als Mittelzentrum Neuhaus am Rennweg/Lauscha vorgesehen war. Erstes gemeinsames Projekt der Kommunalen Arbeitsgemeinschaft ist der Höhenwanderweg „6-Kuppensteig“, der am 15. Januar 2011 auf der Internationalen Reisemesse CMT Stuttgart vom Verband Deutscher Gebirgs- und Wandervereine mit dem Prädikat „Qualitätsweg Wanderbares Deutschland“ ausgezeichnet wurde. Im Zuge der Gebietsreform in Thüringen begannen die Städte Lauscha und Neuhaus, die Bedingungen zur Bildung einer Einheitsgemeinde zu prüfen. Eine Fusion wurde allerdings Anfang 2017 angesichts der hohen Verschuldung beider Städte für gescheitert erklärt, obwohl das Land fast 2 Millionen Euro an Beihilfen in Aussicht gestellt hatte.

### Stadtrat
| Stadtratswahl Lauscha 2024 (vorläufiges Ergebnis)Wahlbeteiligung: 68,6 % (2019: 55,6 %) %50403020100 44,4 %18,7 %14,8 %7,4 %6,1 %6,0 %2,7 % LLaCDUDie HeimatcSPDLinkeeDBLfPARTEIGewinne und Verlusteim Vergleich zu 2019 %p 45 40 35 30 25 20 15 10 5 0 −5−10−15−20+44,4 %p−5,9 %p−1,8 %p−15,9 %p−17,5 %p−0,3 %p−2,9 %pLLCDUDie HeimatSPDLinkeDBLPARTEIAnmerkungen:a Lauschner Listec Die Heimat, 2009–2023: NPD, 1999–2009: DVUe bis 2019: Die Linke/Freie Wähler, bis 2004: PDS/FWf Demokratische Bürgerliste | Sitzverteilung im Stadtrat Lauscha seit 2024 (vorläufiges Ergebnis)Insgesamt 16 Sitze - Linke: 1 - PARTEI: 1 - SPD: 1 - DBL: 1 - LL: 7 - CDU: 3 - Die Heimat: 2 |

Der Rat der Stadt Lauscha besteht aus 16 Stadträten. Der Bürgermeister hat eine zusätzliche Stimme inne.
| Parteien und Wählergemeinschaften | % 2024 | Sitze 2024 | % 2019 | Sitze 2019 | % 2014 | Sitze 2014 | % 2009 | Sitze 2009 | % 2004 | Sitze 2004 | % 1999 | Sitze 1999 | % 1994 | Sitze 1994 |
| CDU                               | 18,7   | 3          | 24,6   | 4          | 17,8   | 3          | 22,9   | 4          | 16,6   | 3          | 39,5   | 6          | 28,3   | 5          |
| Die Linke                         | 6,1    | 1          | 23,6   | 4          | 30,7   | 5          | 19,4   | 3          | 19,6   | 3          | 22,4   | 4          | -      | -          |
| SPD                               | 7,4    | 1          | 23,3   | 4+1        | 34,1   | 5+1        | 18,4   | 3+1        | 11,9   | 2+1        | 31,2   | 5+1        | 55,5   | 9+1        |
| Die Heimat (bis 2023: NPD)        | 14,8   | 2          | 16,6   | 2          | 10,7   | 2          | -      | -          | -      | -          | -      | -          | -      | -          |
| Demokratische Bürgerliste (DBL)   | 6,3    | 1          | 6,6    | 1          | 6,8    | 1          | -      | -          | -      | -          | -      | -          |        |            |
| Die PARTEI                        | 2,7    | 1          | 5,6    | 1          | -      | -          | -      | -          | -      | -          | -      | -          | -      | -          |
| Lauschner Liste (LL)              | 44,4   | 7          | -      | -          | -      | -          | -      | -          | -      | -          | -      | -          | -      | -          |
| DVU                               | -      | -          | -      | -          | 11,8   | 2          | 8,3    | 1          | 6,9    | 1          | -      | -          |        |            |
| Alternative für Lauscha (AfL)     | -      | -          | -      | -          | 20,8   | 3          | 43,7   | 7          | -      | -          | -      | -          |        |            |
| Freie Wähler Liste (FWL)          | -      | -          | -      | -          | -      | -          | -      | -          | -      | -          | 8,1    | 1          |        |            |
| Bündnis 90/Die Grünen             | -      | -          | -      | -          | -      | -          | -      | -          | -      | -          | 8,1    | 1          |        |            |
| Wahlbeteiligung in %              | 68,6   | 68,6       | 55,6   | 55,6       | 45,6   | 45,6       | 50,9   | 50,9       | 53,1   | 53,1       | 56,8   | 56,8       | 80,1   | 80,1       |

(Stand: Kommunalwahl am 26. Mai 2024)

### Bürgermeister
- Fritz Köhler (SPD)
- Nobert Zitzmann (SPD)

Bei der Wahl des Bürgermeisters am 26. Mai 2024 wurde Christian Müller-Deck, Kandidat der Lauschner Liste, mit 59,2 % der Stimmen gewählt. Amtsinhaber Norbert Zitzmann (SPD) trat nicht mehr an. Die Wahlbeteiligung betrug 68,6 % (+14,9 % im Vergleich zu 2018). Zur Ortsteilbürgermeisterin des Ortsteils Ernstthal wurde Kerstin Müller-Litz (SPD) mit 92,1 % der Stimmen (+0,6 %) bei einer Wahlbeteiligung von 61,7 % (+ 10,3 %) der Wahlberechtigten wiedergewählt.

### Haushalt
Wie die umliegenden Städte und Gemeinden leidet die Stadt Lauscha unter den Folgen einer ungünstigen demographischen Entwicklung. Negative Faktoren sind ein anhaltender Bevölkerungsrückgang (von 4.459 Einwohnern 1995 auf 3.644 im Jahr 2010), ein ungünstiges Verhältnis von Geburten und Sterbefällen (2011 15 Geburten und 51 Sterbefälle) und eine deutliche Unterzahl junger Frauen, signifikant niedrige Gewerbesteuereinnahmen (1995–2005 im Schnitt 41 % des Landesdurchschnittes, 2003 sogar nur 11 %) und hohe Zinsaufwendungen wegen hoher Pro-Kopf-Verschuldung. Diese sank 2010 erstmals auf unter 2.000 €, liegt damit aber immer noch bei 192 % des Landesdurchschnitts. Der Haushalt der Stadt wurde 2011 durch ein Sicherungskonzept und mit Hilfe von Bedarfszuweisungen und Überbrückungshilfen aus dem kommunalen Finanzausgleich durch den Freistaat Thüringen in Höhe von 225.000 € aufrechterhalten.
Einsparungen sind kaum noch möglich, beispielsweise liegen die Personalausgaben der Stadt mit 77 % deutlich unter dem Landesdurchschnitt. Begrenzte Sparpotentiale ergeben sich nur noch bei freiwilligen Leistungen, durch die Anpassung der Infrastruktur an die sinkenden Zahlen der Einwohner und der Nutzer öffentlicher Einrichtungen und durch Kooperationen mit den Nachbarstädten. Das Wasserwerk im Göritzgrund, für das im Jahr 2008 noch Verbindlichkeiten in Höhe von 7,1 Millionen € bestanden, übergab der Stadtrat mit dem Beschluss vom 13. September 2010 an den Wasser- und Abwasserzweckverband Sonneberg, dem die Stadt Lauscha am 1. Januar 2009 beigetreten war. Der OT Ernstthal schloss sich dem Zweckverband „Rennsteigwasser“ in Neuhaus am Rennsteig an. Unter weiteren Sparmaßnahmen, der Streichung sämtlicher Investitionen und sehr optimistischen Steuerprognosen beschloss der Stadtrat der Stadt Lauscha für die Jahre 2012 und 2013 jeweils einen ausgeglichenen Haushalt. Das Landratsamt Sonneberg genehmigte mit Bescheid vom 20. März 2012 das Haushaltssicherungskonzept der Stadt Lauscha bis zum Jahr 2024.
Aufgrund des weiter vergleichsweise geringen Gewerbesteueraufkommens, eines deutlichen Rückganges der Schlüsselzuweisungen des Freistaates an die Stadt und des Anstieges der Kreisumlage an den Landkreis Sonneberg ist trotz Anhebung der Hebesätze für Grund- und Gewerbesteuer 2015 und in den kommenden Haushaltsjahren ohne Bedarfszuweisungen aus dem Landesausgleichsstock kein Haushaltsausgleich zu erreichen. Ein von der Stadtverwaltung auf der Basis der vorläufigen Haushaltsrechnung 2014 für die Finanzplanungen der Haushaltsjahre 2015 bis 2025 erstelltes Haushaltssicherungskonzept wurde vom Stadtrat nach mehrheitlicher Ablehnung am 3. und erneut am 11. August am 28. September 2015 beschlossen. Der Haushalt 2016 beinhaltet die Schließung des Schwimmbades, ermöglicht aber die Fortführung dringender Sanierungen der Ortsdurchfahrt und Sicherungsarbeiten am Tierberg.

### Wappen, Logo und Corporate Design

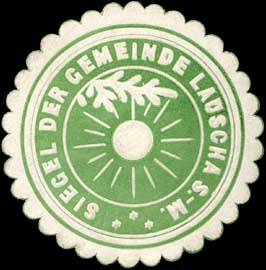
Siegel der sächsisch-meiningischen Gemeinde Lauscha bis 1921

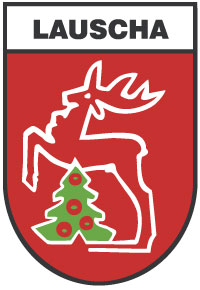
Variante des Stadtwappens zur touristischen Nutzung

Das Wappen zeigt ein stilisiertes Glasstück, eine typisch Lauschaer Arbeit, wie sie mundgeblasen und frei geformt beim Arbeiten vor der Lampe entsteht, in Form eines silbern konturierten Hirsches, der vor einem roten Grund über einen grünen, mit Christbaumkugeln geschmückten Weihnachtsbaum springt. Dieses Signet war von 1907 bis 1932 das gemeinsame Markenzeichen der Mitglieder der Glasbläsergenossenschaft des Meininger Oberlandes für Lauschaer Glaswaren, unter dem sie weltweite Bekanntheit erlangten. Damals war es farblos. Es existierte in vielen Varianten, jede der Genossenschaft angeschlossene Werkstatt benutzte ihre eigene graphische Ausführung. Man findet das Signet oft noch als Golddruck auf weißem oder grünem Verpackungskarton.
1921 erklärte es der Gemeinderat zum Lauschaer Ortswappen. Dabei wurde die Tingierung in den vormaligen Wappenfarben des Landes Thüringen verbindlich. Mit der Verleihung des Stadtrechts am 1. Januar 1958 wurde das Wappen zum Stadtwappen. 1906 hatte der Gemeinderat die Erlangung des Stadtrechtes angestrebt und den Ortsvorstand beauftragt, das Stadtrecht zu beantragen. Zu dieser Zeit war Lauscha (ohne Ernstthal) auf 5.516 Einwohner angewachsen (1905), im Jahr der Stadtrechtsverleihung 1958 zählte die Stadt sogar rund 6.500 Einwohner und begrüßte jährlich etwa 80.000 Tagesgäste und bis zu 6.000 übernachtende Urlauber.

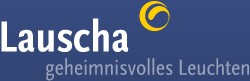
Logo der Stadt Lauscha

Seit dem 30. September 2008 verwendet die Stadt Lauscha ein Logo, 2007 entwickelt in Zusammenarbeit mit der Agentur für Marketing und Kommunikation donner+friends, Erfurt, und der Landesentwicklungsgesellschaft Thüringen. Das Corporate Design wird für das Stadtmarketing bei Imagekampagnen, beim Internetauftritt der Stadt, bei Drucksachen der Stadt und des Tourismus-Stammtisches, bei Informationstafeln, bei Werbehinweisen an den Ortseingängen und im Ort und seit dem 12. August 2009 mit vorschriftenbedingten Einschränkungen bei einem touristischen Hinweis an der BAB 73 angewandt. Seine Prinzipien wurden auch bei der architektonischen Neugestaltung und Stadtmöblierung des Ortszentrums berücksichtigt.
Seit dem 12. April 2012 beteiligt sich die Stadt an dem Bundesprogramm „TOLERANZ FÖRDERN – KOMPETENZ STÄRKEN“ des Bundesministeriums für Familie, Senioren, Frauen und Jugend beteiligt. Die Kommune entwickelt gemeinsam mit Kirche, Vereinen, Verbänden und engagierten Bürgerinnen und Bürgern lokale Aktionspläne für Vielfalt, Toleranz und demokratisches Handeln und gegen rechtsextreme, fremdenfeindliche und antisemitische Tendenzen. 2012 realisiert die AWO Sonneberg/Neuhaus das Projekt „Ich bin ich und wer bist du?“ im Jugendzentrum Obermühle.

### Städtepartnerschaften
Lauscha unterhält Partnerschaften mit den beiden deutschen Städten Heubach (Ostalbkreis) und Küps (Landkreis Kronach) sowie seit dem 20. September 2015 mit dem tschechischen Železný Brod.

## Kultur und Sehenswürdigkeiten

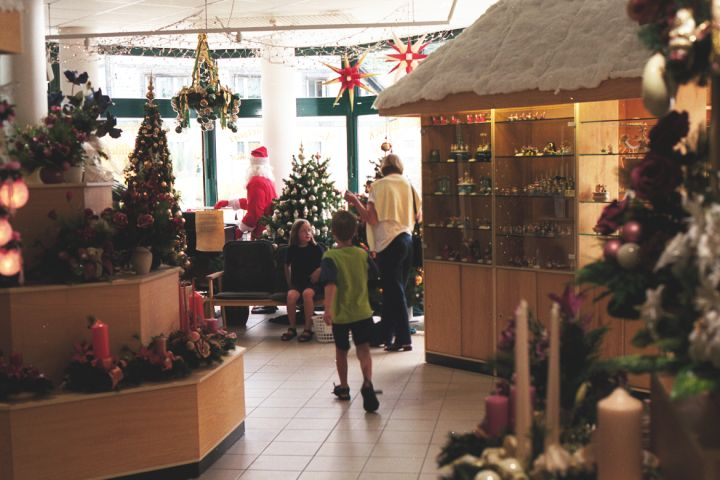
Lauschaer Glaskunst und Christbaumschmuck

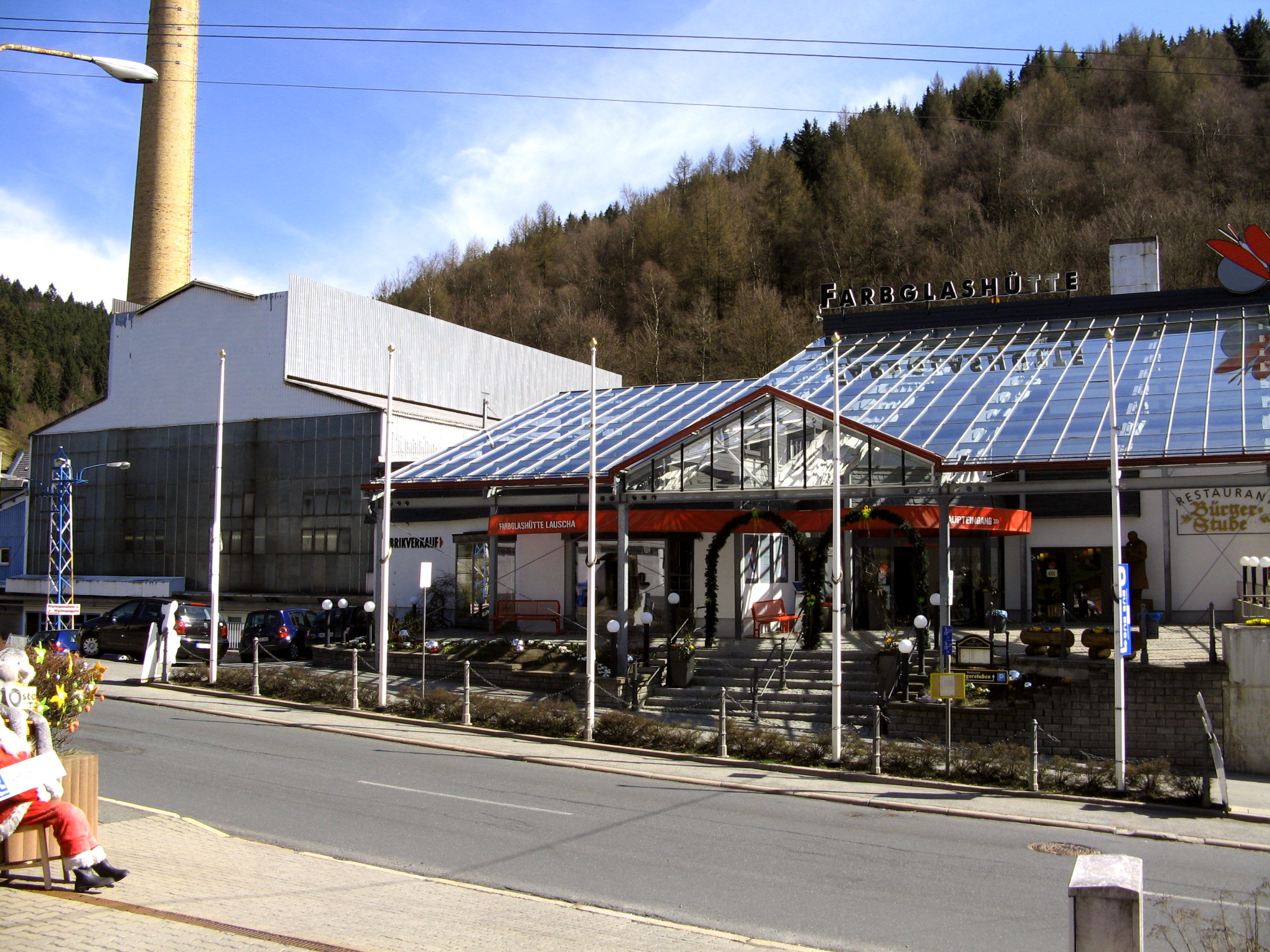
Farbglashütte

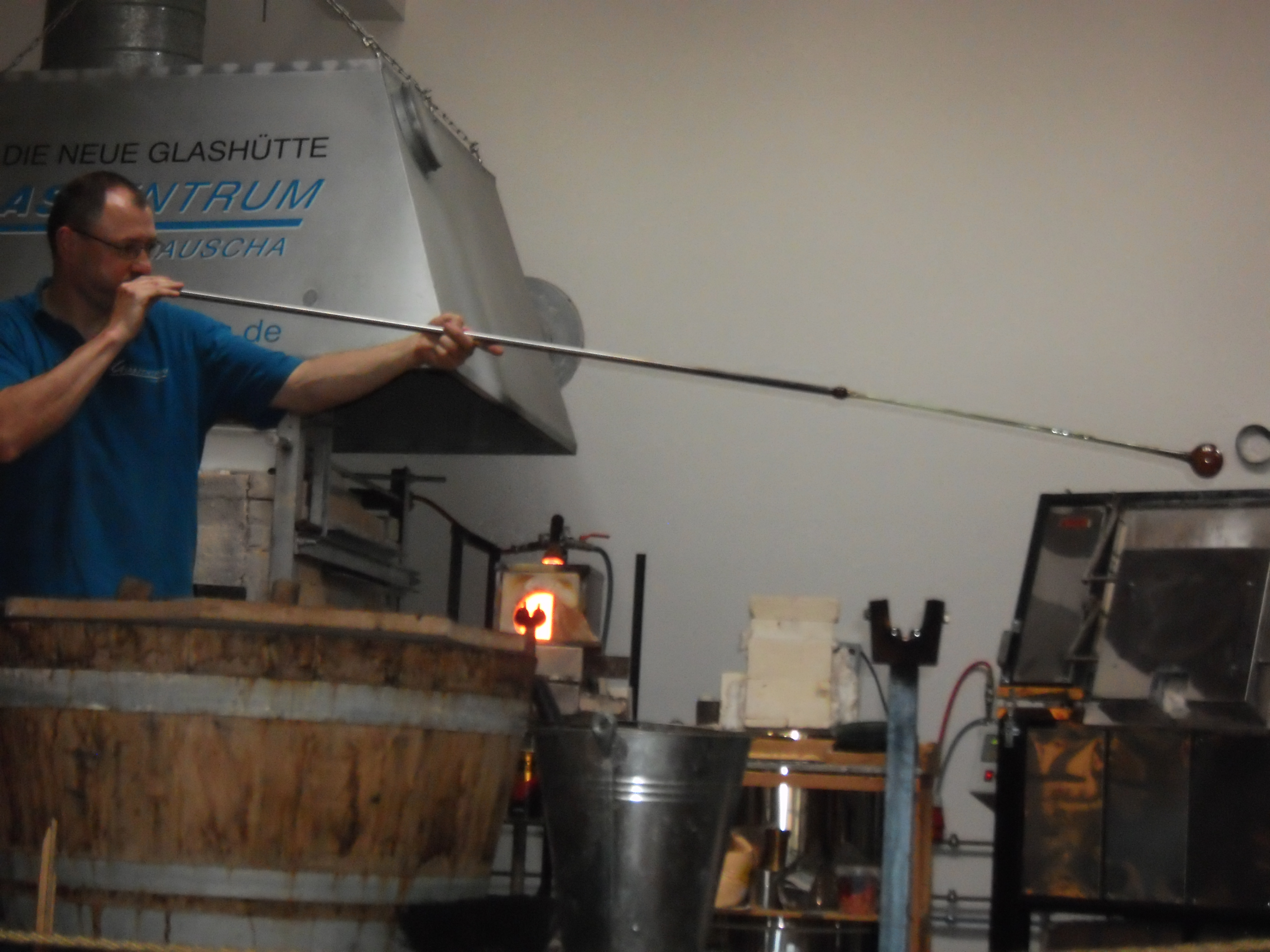
Studioglashütte im Glaszentrum Lauscha

Lauscha gilt als die Geburtsstadt des gläsernen Christbaum- und Weihnachtsschmuckes. Dieser verhalf der Stadt und ihren Glasbläsern zu Ansehen. Zahlreiche Glasgeschäfte und -galerien ziehen sich durch den ganzen Ort. Viele Glasbläser lassen sich bei ihrer Arbeit beobachten. Mit ihrer über 150-jährigen Hüttengeschichte ist die Farbglashütte das Herz der Glasbläserstadt Lauscha. Hier werden auch heute noch in Handarbeit Röhren und Stäbe für das weiterverarbeitende Kunsthandwerk gefertigt. Deren Entstehungsprozess können Besucher miterleben. Im Glaszentrum Lauscha kann die Studioglashütte besichtigt werden.
Das Museum für Glaskunst sammelt, dokumentiert, erforscht und präsentiert das Thüringer Glas in seiner gesamten zeitlichen und thematischen Breite: vom späten Mittelalter bis heute, vom frühen Waldglas über Glasperlen, Glasaugen, Spielzeug und technischem Glas bis zum Kunsthandwerk und zur Glaskunst der Gegenwart. Der Kern der Sammlung geht auf eine Ausstellung aus dem Jahr 1897 anlässlich der Lauschaer 300-Jahr-Feier zurück. 1903 wurde das Museum in der am 20. Februar 1851 neu eröffneten „Alten Schule“ als Ortsmuseum eingerichtet, 1929 endgültig zum Spezialmuseum umstrukturiert. Seit dem 12. April 2014 wird die Sammlung in neuen, barrierefrei zugänglichen Ausstellungsräumen in der Farbglashütte gezeigt.
In Lauscha befindet sich die Berufsfachschule Glas. Jährlich beginnen bis zu fünfzehn Jugendliche ihre Ausbildung zum Glasbläser mit den Fachrichtungen Glasgestaltung, Christbaumschmuck und Kunstaugenherstellung. Am 2. Februar 1923 wurde die Berufsschule eingerichtet, die wiederum ihren Ursprung in einer Zeichen- und Modellierschule aus dem Jahr 1881 und der 1905 daraus hervorgegangenen Gewerbefachschule für Kunstglasbläserei hat. Am 23. Mai 1936 bezog sie das heutige Gebäude in der Bahnhofstraße. Im Zuge der Zentralisierungspolitik der DDR wurde die Kunstglasbläser-Ausbildung nach Weißwasser/Oberlausitz in der Lausitz verlagert, einen Flügel des Schulgebäudes nutzte eine Unterstufe (A-Klassen) des dreizügigen „Schulkombinats Lauscha-Ernstthal“. In der Wendezeit war die am 2. Oktober 1991 wiedereingerichtete Fachakademie Glas federführend bei der bundesweiten Anerkennung der Glasbläser-Ausbildungsberufe. 1993 wurde die Berufsfachschule Glas Lauscha zu einem Bestandteil der Staatlichen Berufsbildenden Schule Sonneberg. Eine umfassende Modernisierung und Erweiterung der Schule wurde am 9. September 2011 feierlich abgeschlossen.
In der Vorweihnachtszeit lädt die Glasbläserstadt Lauscha ihre Besucher zu einem Weihnachtsmarkt ein. Dieser Lauschaer Kugelmarkt hat sich inzwischen zu einem Spezialmarkt für Christbaumschmuck entwickelt. An den ersten zwei Adventswochenenden wird die ganze Innenstadt in eine Fußgängerzone umgewandelt. In den Anfangsjahren besuchten jährlich etwa 15.000 Menschen den Kugelmarkt, seit 2011 werden ca. 25.000 Besucher gezählt. 2014 und 2015 war die MDR Jump Weihnachtsmarkt Tour zu Gast.
Seit 1992 wird die Lauschaer Glaskunst durch eine Glasprinzessin repräsentiert. Am ersten Kugelmarkt-Wochenende übernimmt die amtierende Hoheit das 2014 von Dietbert Bätz gefertigte hohlgeblasene und verspiegelte gläserne Zepter. Zum Kugelmakt 2016 schenkte Dietbert Bäz zwei neue Zepter, ein repräsentativeres und ein etwas kleineres für Reisetermine der Glasprinzessin.
2024 hat Paul Orlowski, Stadtrat der Partei „Die PARTEI“, als weitere Hoheit die „Baroness Mellich von Stöck“ ins Leben gerufen. Als Pendant der Glasprinzessin zum „Kugelmarkt“ ist diese die Hoheit des „Mellichstöckdooch“. Sie trägt Krone, Ohrringe, Collier und Zepter, welche von Fenja Lüderitz von „Henriettenglas“ entworfen und aus Glas gefertigt wurden, sowie Kleid und Schärpe von „Tabula Grasa“. Die erste Baroness Mellich von Stöck ist Lucia Petermann, welche durch die 2024 amtierende Glasprinzessin gekrönt wurde.
Am Waldrand oberhalb des Köppleins wurde bereits 1932 der Edelweißbrunnen mit einem Rastplatz für Wanderer erbaut. Das Ausflugsziel entstand als Gemeinschaftswerk des Gesangsvereins Edelweiß und des Thüringerwald-Vereins Lauscha. Der Brunnen ist wieder Treffpunkt zu Veranstaltungen, nachdem er im Jahr 1991 erneuert und ausgestaltet worden ist.
Das Ortszentrum wurde vom 27. September 2010 bis zum 10. November 2011 zu einem touristischen Anlaufpunkt umgestaltet. Der Bereich um den historischen Hüttenplatz wurde durch einen als Parkfläche oder für den Kugelmarkt und für die Wochenmärkte nutzbaren Multifunktionsplatz auf der Abrissfläche des ehemaligen Ferienheimes „Wilder Mann“ erweitert und mit einem kleinen, bereits in den siebziger Jahren entstandenen Park, der „Ruppenecke“ auf dem Boden des 1965 abgerissenen Wohnhauses der Glasharmonikabauer Johann Georg Greiner jun. (1744–1827) und Johann Karl Greiner Störmer (1778–1861), mit einem seltenen Urweltmammutbaum verbunden.

### Dialekt
In Lauscha wird ein sehr eigener ostfränkischer Ortsdialekt gesprochen, der im Wortschatz dem Itzgründischen nahesteht, der sich durch seine melodische Klangfärbung und eine etwas modernere Ortsgrammatik aber deutlich von ihm unterscheidet und der damit außerhalb des itzgründischen Dialektgebietes steht. Die früher vermuteten altböhmischen oder ilmthüringisch-sächsischen Wurzeln der Lauschner Mundart sind nie nachgewiesen worden und auch nicht nachvollziehbar, stattdessen hat Julius Kob in seiner Phonetik der Lauschaer Mundart ihren ostfränkischen Charakter eindeutig festgestellt. Da die ersten Lauschaer Hans Greiner und Christoph (Christoffel) Müller zuvor die Glashütte in Langenbach im Schleusegrund betrieben und dort mit ihren Familien gelebt hatten, ist als Grundsubstrat ein östliches hennebergisches Idiom des 14. bis 16. Jahrhunderts, ähnlich dem Ortsdialekt von Sachsenbrunn, anzunehmen, das durch die Herkunft der Glasmacher aus dem Schwäbischen, dem Oberfränkischen und dem Böhmischen, vielleicht auch aus den Niederlanden, beeinflusst wurde. Auch hugenottische Einflüsse sind gut möglich, da starke Indizien auf eine Anhängerschaft der Ortsgründer zur Wiedertäuferbewegung deuten.
In seiner reinen Form ist der Lauschaer Dialekt u. a. durch das Werk des unvergessenen Mundartdichters „Blaachs Erwin“ Erwin Müller-Blech überliefert. Aber auch heute wird noch gerne in Mundart – dann eher in einer für hochdeutsche Hörer etwas besser verständlichen volksmundlichen Umgangssprache – gesprochen, gedichtet und gesungen. Ihre unverwechselbaren Grundzüge spielen auch in der Alltagssprache noch eine große Rolle. Aufgrund der sprachlichen Veränderungen der letzten einhundert Jahre sind mehrere ursprüngliche Begriffe und Flurnamen aus dem Sprachgebrauch fast oder ganz verschwunden. In Ernstthal, in Neuhaus am Rennweg und bei den anderen erhaltenen Tochterglashütten werden durch die thüringischen Dialekte der Nachbarregionen vor allem in der Aussprache beeinflusste und überformte Varianten des „Lauschner“ gesprochen, bis zum Anfang des 20. Jahrhunderts war eine erzgebirgisch-südmeißenisch eingefärbte Variante im Steinacher Oberdorf verbreitet.
Der Lauschaer Dialekt weist noch Sprachgepflogenheiten des 18. Jahrhunderts auf, was sich durch die Abgeschiedenheit der Bergregion erklärt. So ist der Gruß Diener! eine Verkürzung des damals gebräuchlichen „Ergebenster Diener!“, ähnlich der latinisierten Variante Servus!, die im Bairischen verwendet wird.
Die für das Itzgründische üblichen Diphthongierungen, wie die im benachbarten Steinach gebräuchlichen Laute iä und ou, kommen im Lauschner nicht vor, stattdessen der einem mittelhochdeutschen Laut ähnelnde charakteristische Diphthong eu [aɥ], der in Lauscha wie in einer unterfränkischen Region nahe Würzburg wie das holländische ui, im Lauschner mit starkem Anklang an den entsprechenden französischen Approximanten, gesprochen wird. Eine Eigenheit ist das „leere“ End-l (hier: `'l), d. h. der Laut wird mit zurückverlagerter Zungenwurzel angedeutet, die koronale Zungenbewegung aber nicht ausgeführt. Beispiel: (Eule = Aüe'l = [aɥɘ]). Weitere Merkmale sind das prominente [i] und die Verlagerung des ch-Lautes zum stimmlosen velaren Frikativ [x] (ich = iich). Dem Mainfränkischen entstammen typische Vokal- und Konsonantenverschiebungen, wie die das generell weiche alleinstehende „[d]“ (das Tal = dos Doo’l), das fränkisch „gerollte“ [r], die tendenzielle Verschiebung von ei zu ä (zwei Eier = zwää Ääer) und die Verwendung sowohl eines besonders geschlossenen, o-lautigen [o] als auch eines kraftvoll hellen, offenen [a] Lautes statt des hochdeutschen a, aber auch grammatikalische Besonderheiten, wie die Verwendung des Partizips II anstelle des Infinitivs: „Konnsta nochnd gefohr?“ „Naa.“ – „Kannst du nachher fahren?“ „Nein.“. Der kurze a-Laut wird hingegen durch den gerundeten halboffenen Hinterzungenvokal [ɔ] repräsentiert: Nacht = Nochd. Interessanterweise dient der a-Laut auch zur Unterscheidung des Artikels das (dos) von der Nebensatzeinleitung „dass …“ (dess …).
Mainfränkisch sind lebendige altertümliche Spezialwörter (Kartoffel = Ardöpf'l) und Vokabeln („Wenn wurer fei saa’lt?“ „Ho henza, vuurdn, nachtn on eenachtn aa.“ – „Wann war er denn dort?“ „Na jetzt, vorhin, gestern und auch vorgestern.“), die Verwendung eines lokal abgewandelten neuzeitlichen Präteritums zeigt die Nähe zu den mitteldeutschen Dialekten an. Ebenfalls aus der abgeschiedenen Lage und der Geschichte Lauschas erklärt sich die Eigenheit, in der Umgangssprache durch die vergleichsweise häufige Verwendung von Diminutiven (Endsilbe -la) und mit viel Ironie jede Art von Obrigkeitshörigkeit von vorneherein abzulehnen: „… Wer nie gespürt den Lauschaer Spott, der rühme sich einer Gnade von Gott! … “. Die im Fränkischen und im Mitteldeutschen übliche Rückversicherung "gell?" hat im Lauschner die lokale Variante "galta?" [ ɡalʈa?].
Das bekannteste Sprachbeispiel zum Üben: Es Heerla söcht zom Frääla: „Drontn im Hauseern onterm Neern licht a Bendaschlääche'l“. (Der Großvater sagt zur Großmutter: „Unten im Hausflur unter dem Fußboden liegt eine Blindschleiche“.)
Die Abgeschiedenheit des Ortes und die zunftmäßige Abschottung der Glasmacherfamilien führte zu einer ungewöhnlichen Häufung weniger Familiennamen. Vor etwa 150 Jahren gab es 300 Namensträger „Müller“, ebenso viele „Greiner“ und über 200 „Bäz“, „Böhm“ und „Leipold“. Zur Unterscheidung hängte man zunächst einen Beinamen an, schließlich mussten sogar ein Spitzname, die Verwandtschaftsverhältnisse, Berufe, kuriose Eigenschaften oder sonstige Unterscheidungsmerkmale verwendet werden, um im Ort für klare Verhältnisse zu sorgen. Der ganz oben am Berg wohnende wurde demnach „Bäz-Oberhäuser“ geheißen, ein in Schweden gewesener „Greiner-Schwed“ und ein Gastwirt „Böhm-Wirt“. Eine preußische Namensreform gab dem Sonderfall Lauscha die standesamtliche Gültigkeit. Wird im Dialekt kommuniziert, werden auch heute noch über Generationen ererbte oder neu erworbene Spitznamen bevorzugt vor amtlichen Namen verwendet.
Im Ortsteil Ernstthal lebte und wirkte die bekannte in Hochdeutsch über Südthüringer Motive schreibende Romanautorin und Erzählerin Wally Eichhorn-Nelson (Rauh ist der Kammweg und Kleine Stadt in den Bergen).

### Kulinarische Spezialitäten
- Lauschner Knölla (ähnlich den Thüringer Klößen)
- Radiokranz (ein Kranzkuchen aus Teig mit Kartoffeln, Mehl und Nüssen bzw. Mandeln)
- Flockzamet (Kartoffelbrei)
- Schnippe’lsopp (Gemüsesuppe)
- Mellichstöcksuloot (Löwenzahnsalat)
- Dätscher (Kartoffelpuffer)
- Gelüng (Suppe aus Herz, Leber, Lunge, Milz, dazu gibt es Zamet)
- Schwemmbrüh’ (Pilzsuppe)

(Siehe auch Broschüre: Lauter Lauschner Leibgerichte, Herausgeber: Ev.-Luth. Kirchgemeinde Lauscha, 1996, mit vielen Rezepten)
Seit 2011 werden die traditionellen Löwenzahn-Gerichte der Lauschaer Küche an einem „Mellichstöckdooch“ am jeweils ersten Sonnabend im Mai in verschiedenen Gaststätten der Stadt angeboten. An den geführten Wanderungen des zweiten Mellichstöckdoochs 2012 nahmen bei ungünstiger Witterung über einhundert Gäste teil. Seit der dritten Auflage führen sechs historisch interessante geführte Routen zum Hüttenplatz, jedes Mal von mehr als dreihundert Wanderfreunden erwandert. Beim fünften Mellichstöckdooch am 2. Mai 2015 wurde das Programm durch eine gut besuchte Mellichstöckdoochparty mit Kinderfest, einem regionalen Naturprodukte-Markt und einer Präsentations-Show zur Herstellung von Löwenzahngerichten im Ortszentrum, eine „Spring up“–Jugendparty in der Goetheschule, Fahrten mit der Motor-Draisine auf der Max–&-Moritzbahn–Linie von Gräfenthal nach Ernstthal und zurück und Pferdekutschfahrten in und um Ernstthal bereichert. Am 6. Mai 2017 fand die siebte Ausgabe statt.

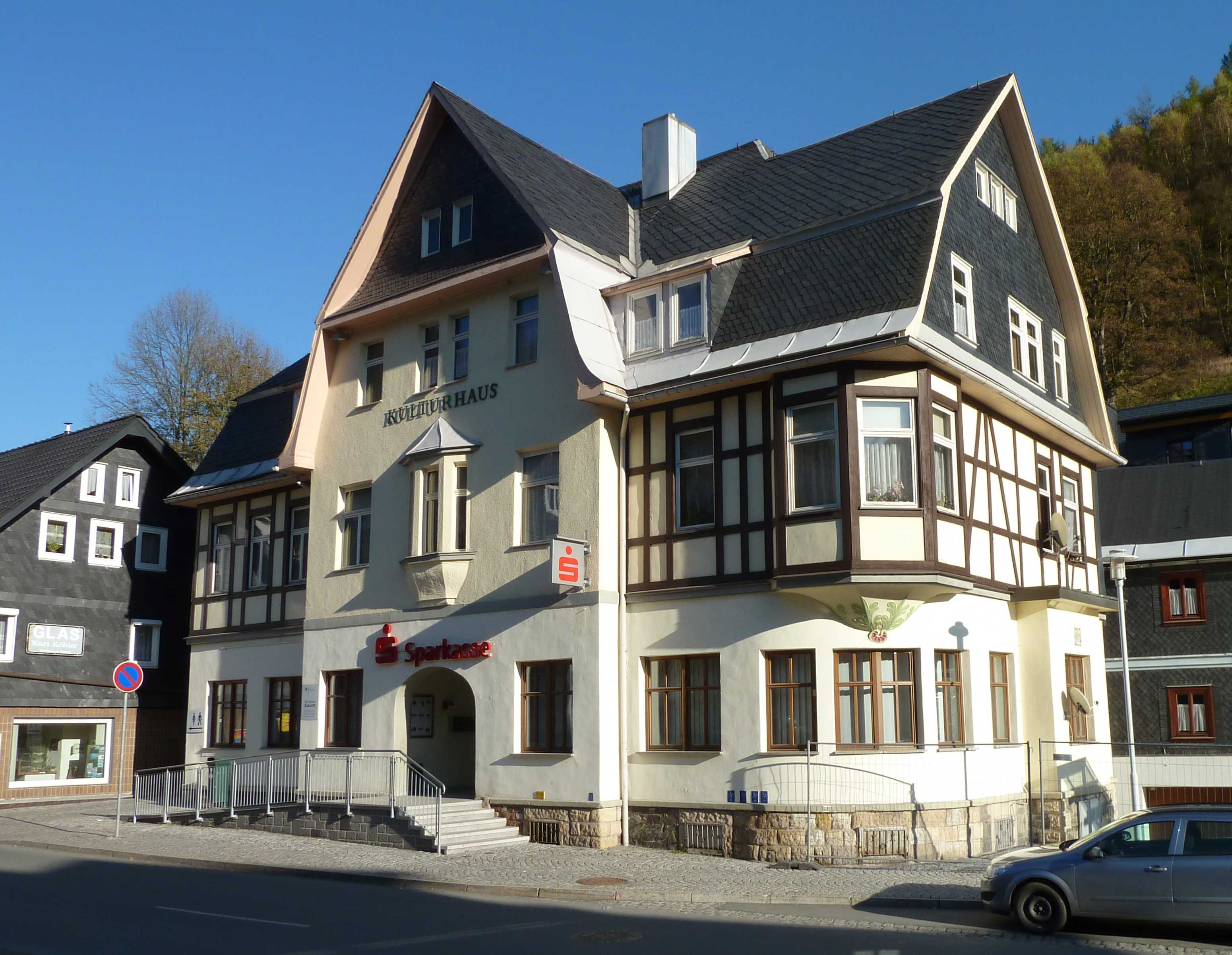
Kulturhaus

### Musik und Brauchtum
Der Lauschaer Galopp, eine Komposition von Harry Kosczol, ist ein weithin bekanntes Musikstück. Traditionell gibt es in Lauscha, das Ostern 1927 und 1928 vielbeachtete dreitägige Musikfeste zu Ehren Ludwig van Beethovens und Franz Schuberts veranstaltet hatte, mehrere Chöre und verschiedene Musikensembles. Heute singen und musizieren der Gesangverein „Eintracht Lauscha e. V.“ und der Chor „Lauschenstein e. V.“ bzw. die „Lauschensteiner Jodler“, die u. a. Kompositionen des langjährigen Lauschaer Ensembleleiters und Komponisten Hermann Jahn (1910–1983) vortragen, die „Lustigen Lauschner e. V.“, der Schlagerchor Lauscha, der Schulchor der Grundschule, die Stadtkapelle Lauscha, die Jagdhornbläser Ernstthal, der Unterhaltungsmusiker „Fritz aus Lauscha“ Fritz Gramß, Produzent und Musiklehrer, Willi „Pe“ Petzold und weitere Musikfreunde. Von 1992 bis 1997 richtete die Stadt Lauscha den Musikwettbewerb für Kinder und Jugendliche „Die Gläserne Harfe“ aus, der seit 1998 von der Musikschule des Landkreises Sonneberg getragen wird.
Auf dem Sektor Rock- und Popmusik war die 1980 gegründete Rockband Bromm Oss mit ihren Eigenkompositionen Wegbereiter des Mundartrocks. Aktuell schreibt die Band HOK (hääß oddr koo’lt) eigene Lieder im Lauschaer Dialekt. Ebenfalls hat sich die Lauschaer Band „Roots unn Wasser“ um die beiden Musiker Thomas Müller-Litz und Mario Bolz in ihren Liedern dem Lauschaer Dialekt verschrieben. Eine bekannte Lauschaer Coverrockband sind die „Rambling Stamps“, Tanzmusik spielen die „Golden Sixties Memory Band“ um Willy Knoth und „Tommys Disco“. Auch mit alternativen Liedermachern und Punkbands wie Gülleschiss, Löm, Schgrampf oder Querschläger hat Lauscha Bekanntheit im linken Spektrum erreicht. Seit dem 10. Oktober 2003 führt die Lauschaer Musiknacht in den Gaststätten und Kneipen von Lauscha und Ernstthal jährlich unterschiedliche Musikstile zusammen.
Als Veranstalter von Musik- und Kulturveranstaltungen tritt der Gollo-Musik e. V. auf. Für Auftritte und andere Veranstaltungen wird das Kulturhaus im ehemaligen „Hotel Böhm“ von 1911 am Hüttenplatz regelmäßig genutzt. Überregional bekannte Veranstaltungen sind das jährlich Anfang August stattfindende Edelweißbrunnenfest des Thüringerwald-Vereins und die direkt anschließende Köpplein-Kirmes (Koppna Kerwa) auf dem Festplatz auf dem Köpplein, veranstaltet von der Kirmesgesellschaft Köpplein e. V., bei der ein traditioneller Lauschaer Wettbewerb, das Beerkuchenessen, ausgetragen wird. Die Schützengesellschaft Obermühle e. V. richtet ein Schützenfest und eine Stadtmeisterschaft um den „Wanderpokal des Bürgermeisters“ aus. Zusätzlich findet seit 2013 jährlich das bunte Musikfestival „Open Air, bitte sehr“ am Schotterwerk und seit 2014 die „Schaumparty“ auf dem Tierberg-Sportplatz statt.

### Sport

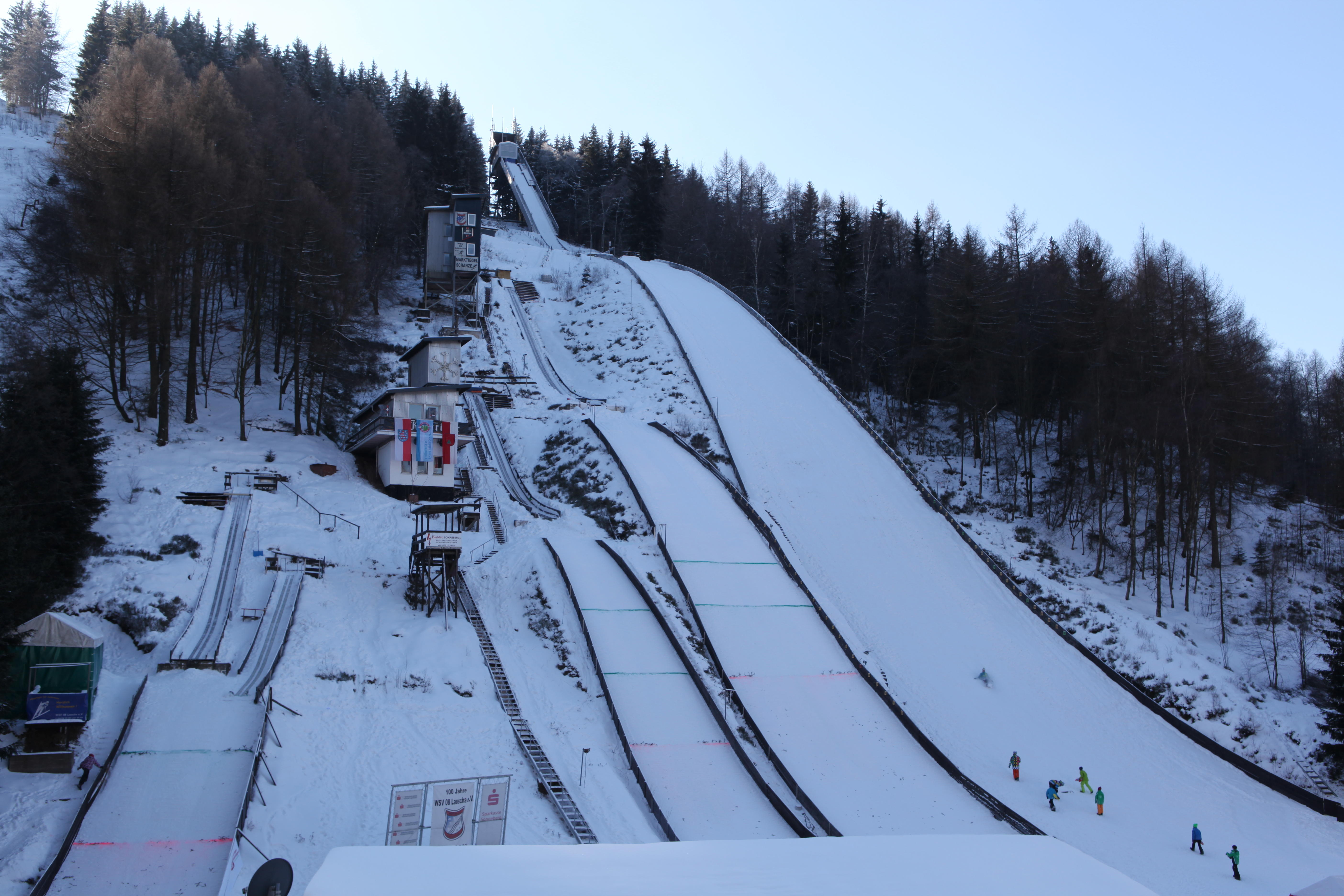
Schanzenanlage im Marktiegel

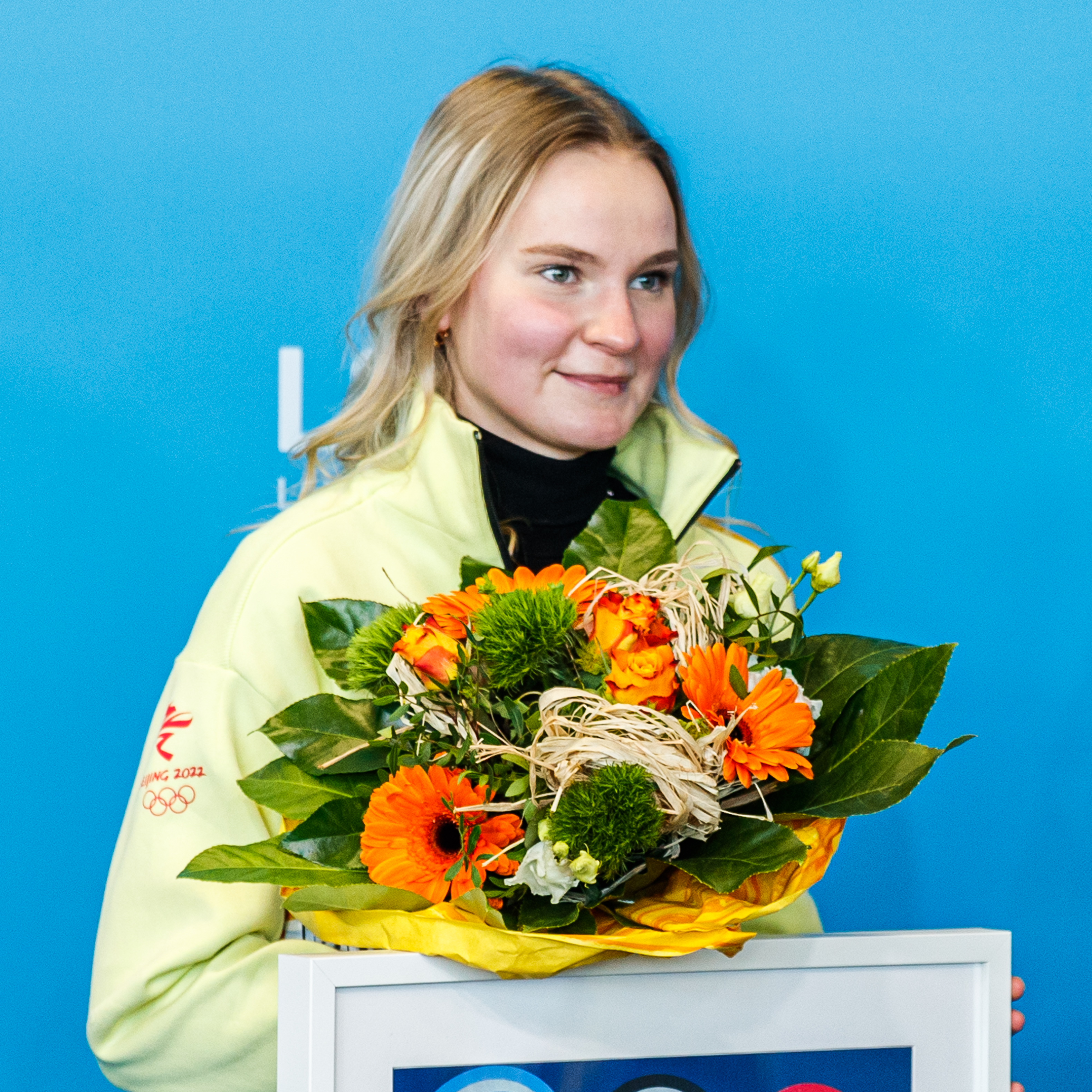
Pauline Heßler Im Kader der Deutschen Skisprung-Nationalmannschaft für die olympischen Winterspiele in Peking 2022

Neben dem Fußball (SG Lauscha/Neuhaus mit der Sportanlage auf dem Tierberg und SV Rennsteig Ernstthal) spielt der Wintersport in Lauscha eine zentrale Rolle. Der Wintersportverein 08 Lauscha e. V. präpariert in jeder Skisaison Loipen rund um die Stadt. Die markanteste Sportstätte ist die Marktiegelschanze im Henriettenthal, mitten im Ort gelegen. Die Sprungschanze wurde am 28. Dezember 1911 eingeweiht, von 1953 bis 1959 in Eigenleistung zur Schanzenanlage ausgebaut und bis heute mehrfach modernisiert. Bis 2010 fanden hier Wettbewerbe mit internationaler Beteiligung statt.
Viele Lauschaer Sportler fanden den Weg ans Oberhofer Sportgymnasium und machten national und international auf sich und Lauscha aufmerksam. Der ehemalige Bundestrainer Reinhard Heß, der Vizeweltmeister im Skifliegen Axel Zitzmann und der Deutsche Meister und zweimalige Weltcup-Sieger André Kiesewetter erlernten hier das Skispringen. Der ehemalige Nationalkader und Vorstandsmitglied Danny Queck und Team-Juniorenweltmeisterin Pauline Heßler stehen für die heutige Sportlergeneration und den thüringen- und bundesweit erfolgreichen Nachwuchs. Pauline Heßler vertrat als erste Athletin in der deutschen Skisprungnationalmannschaft den WSV 08 Lauscha bei den Olympischen Winterspielen in Peking.
Im Verein trainieren heute in der Jugendabteilung etwa 50 junge Sportler nahezu täglich. Skisprungtrainer Oliver Reck leitet seit das Training der Nachwuchsspringer und Kombinierer. Sein Vorgänger Jens Greiner-Hiero wechselte als Sichtungstrainer nach Oberhof. Das „Skispringen für Jedermann“ ist für Gäste und Interessierte seit 2002 eine beliebte Attraktion und fördert den Lauschaer Skinachwuchs.
Auch die Lauschaer Schachsportler sind traditionell erfolgreich. Nach Auflösung der Spielgemeinschaft Katzhütte-Lauscha spielen sie seit der Saison 2007/08 für den SV Motor Katzhütte-Oelze.

### Vereinsleben
Außer den oben aufgeführten Musik- und Sportvereinen sind in der Stadt weitere Vereine aktiv: der Angel- und Castingsportverein, die Arbeiterwohlfahrt, Ortsgruppen Lauscha und Ernstthal, die Bergwacht Lauscha, der Feuerwehrverein Lauscha e. V. und der Feuerwehrverein Ernstthal e. V., der Förderverein des Museums für Glaskunst, der Gartenbauverein „Kleiner Tierberg“ e. V., der Geflügelzüchterverein, der Gemeindekirchenrat der Evangelisch-Lutherischen Kirchgemeinde, der Heimat- und Geschichtsverein Lauscha e. V., der Kegelverein KSV Rennsteig Ernstthal, der Lauschaer Carneval Verein e. V., der Schaumtanzunion e. V., der Mondstürerverein Ernstthal e. V., der Naturschutzbund Deutschland OG Lauscha, der Rassekaninchenzüchterverein e. V., der Rennsteigverein, der Schulförder- und Traditionsverein. der Schwimmbadförderverein und der Verein zur Pflege Deutscher Denkmäler e. V.

## Wirtschaft und Infrastruktur

### Glasindustrie

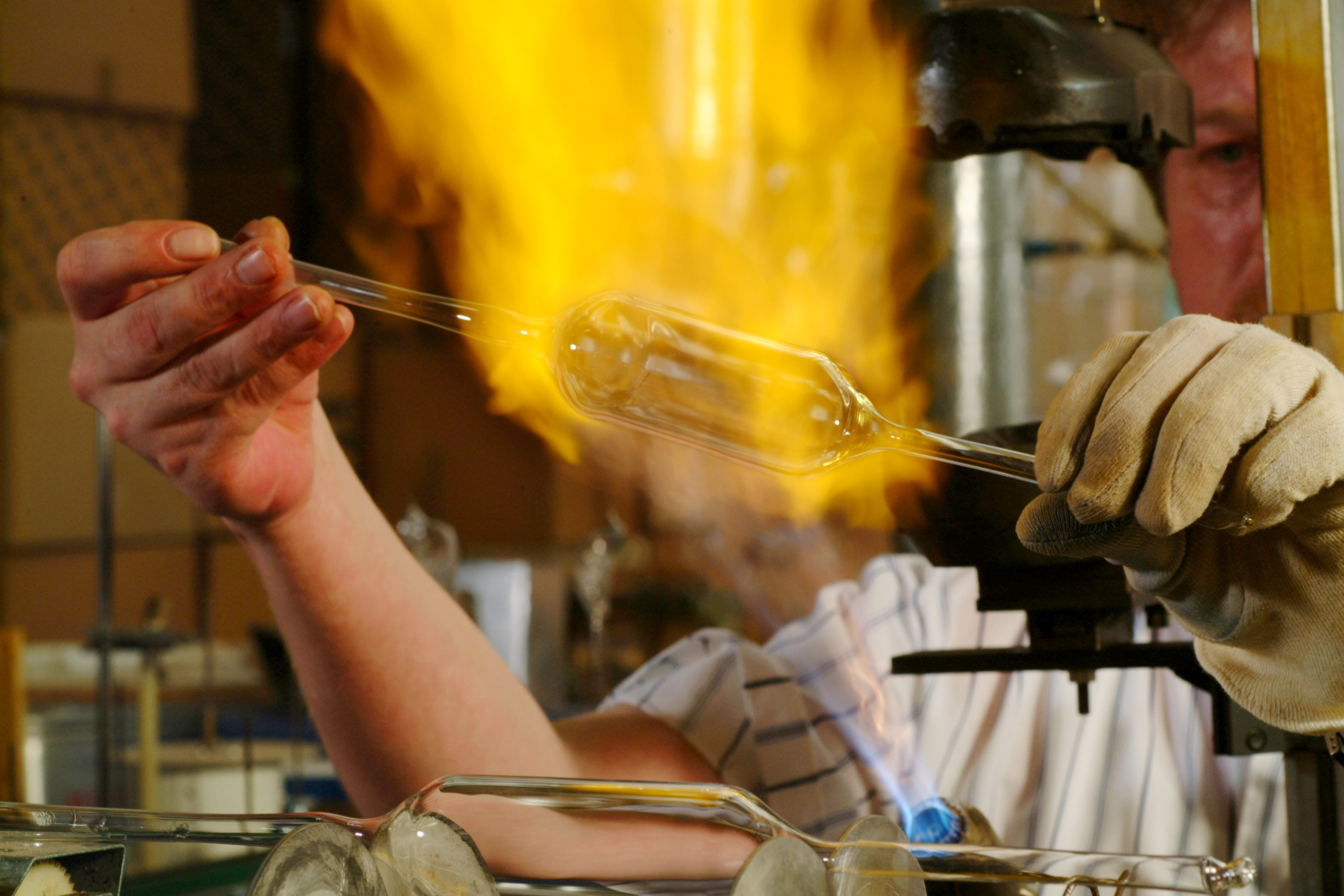
Glasbläserei vor der Lampe

Lauscha ist von der Glasindustrie geprägt. Deren Kernstück ist die Farbglashütte Lauscha. Die Weiterverarbeitung des Glases erfolgt in der ortsansässigen Heimindustrie.
Die Stadt ist für den dort produzierten Christbaumschmuck weltweit bekannt. Die Kollektivmarke Lauschaer Glaskunst ist beim Deutschen Patent- und Markenamt, Dienststelle Jena, geschützt. Inhaber der Kollektivmarke ist die Handwerkskammer Südthüringen in Suhl, die Bewirtschaftung erfolgt durch den Markenvorstand. Sie garantiert traditionelle Qualitätsware von Glasbläsern und Glasgestaltern aus Lauscha und Umgebung. Weiterhin nennenswert ist die Produktion von Microglasfasern mit einem Durchmesser von 6,0 – 0,2 µm der Firma Lauscha Fiber International GmbH.

### Tourismus
Der Tourismus ist eine der wichtigsten Einnahmequellen. Bereits ab 1918 wurde der Skisport in Lauscha in den Wintermonaten zum Touristenereignis. Bis zu 3.000 Skiläufer kamen an jedem winterlichen Wochenende per Eisenbahn in den Ort. Heute sind die Loipen rund um Lauscha und Ernstthal, insgesamt etwa 60 km Skiwanderwege, an die Fernrouten „Coburger Skiweg“, „Nürnberger Skiweg“, „Sonneberger Skiweg“ und „Rennsteigskiweg“ angebunden. Für alpine Wintersporttouristen steht das Skiparadies Ernstthal am Pappenheimer Berg mit drei Pisten zwischen 834,5 m ü. NN und 740 m ü. NN, einem Skilift, einer Skiausleihstation, der Bratwurst-Loipe auf der Hochfläche und einer bei entsprechenden Schneemengen präparierten 2 km langen Naturrodelbahn nach Lauscha zur Verfügung. Außerdem ist die Skiarena Silbersattel in Steinach leicht erreichbar.
Außerhalb der Skisaison laden der Rennsteig, die Wanderwege „Glas & Schiefer-Wanderweg“, „Glashütten-Rundweg“, „Brunnenroute“, der „6-Kuppensteig“ und die Wanderrouten „Rund um Lauscha“ und „Rund um den Lauschenstein“ zum Erkunden und zur aktiven Erholung ein. Die Sommerrodelbahn in Ernstthal und das beheizte Erlebnisbad im Steinachgrund runden das Angebot ab. Lauscha ist staatlich anerkannter Erholungsort. Die Region um das Thüringer Schiefergebirge bietet viele Ausflugsziele.
Als erste Stadt des Landkreises Sonneberg und des Freistaates Thüringen hat Lauscha 2013 die Beitritte zum Tourismusverband Franken und zum Tourismusverein Coburger Land und Oberes Maintal erklärt.

### Verkehr

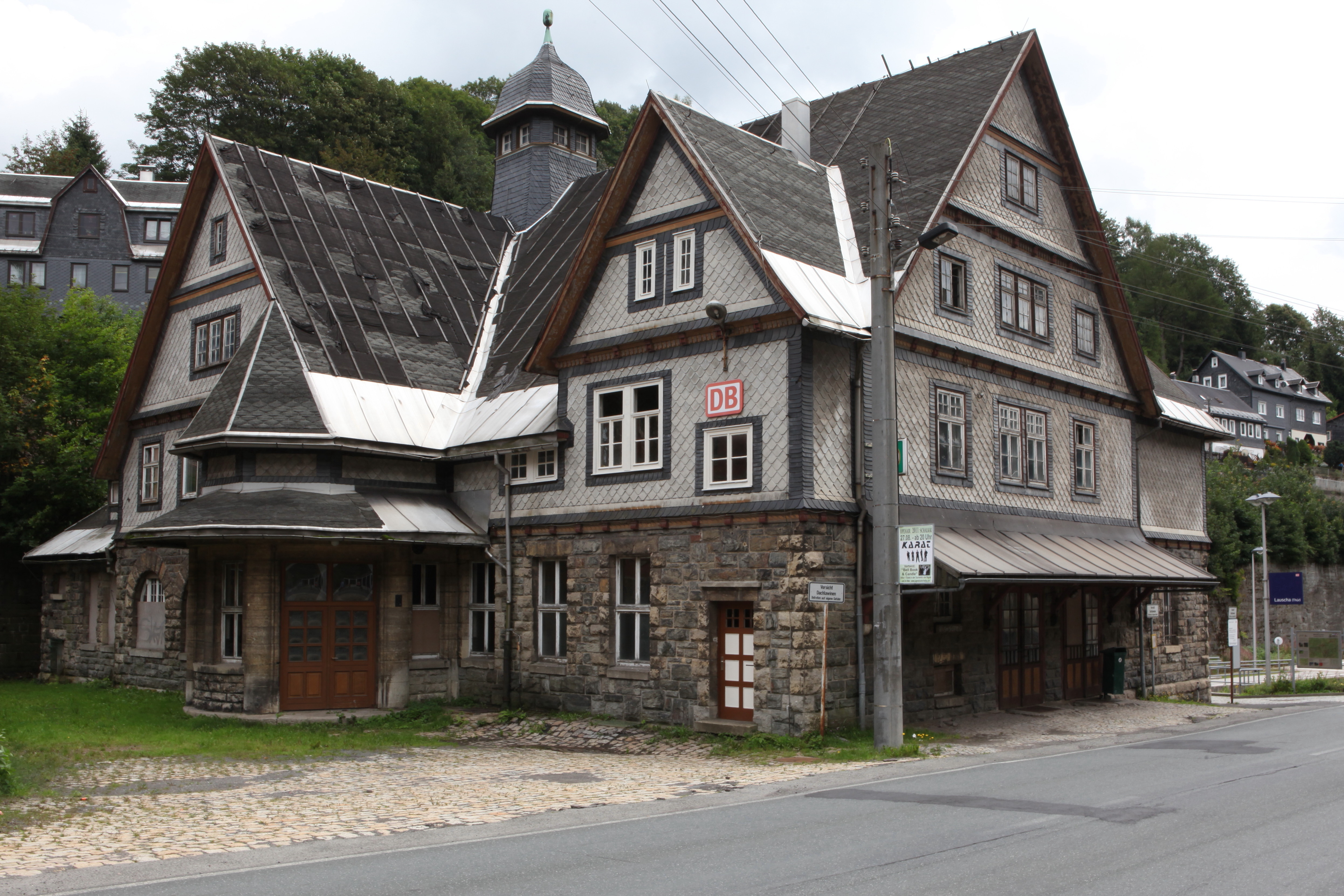
Bahnhof Lauscha

Lauscha liegt an der Landesstraße L 1145, abgehend von der Bundesstraße 281 durch Neuhaus am Rennweg nach Steinach Richtung Sonneberg. Über die Anschlussstellen 5 Eisfeld-Nord an der B 281 und 8 Neustadt bei Coburg an der B 4 ist die A 73 zu erreichen.
Die Stadt verfügt über einen Bahnhof und einen Haltepunkt an der Bahnstrecke Coburg–Ernstthal am Rennsteig. Der Bahnhof Lauscha (Thür) wurde 1886 als Endpunkt des historisch auch Steinachtalbahn genannten Abschnittes aus Sonneberg errichtet. Das heutige Empfangsgebäude wurde im Zuge des Lückenschlusses der Bahnstrecke nach Wallendorf in den Jahren 1912 bis 1914 erbaut. Der Bahnhof Lauscha ist ein Spitzkehrenbahnhof – die Züge können nach beiden Zielorten nur in südlicher Richtung aus dem Bahnhofsbereich ausfahren. Nach einer fast vollständigen Umrundung des Berges Teufelsholz über das Bahnhofsviadukt, durch den Lauschensteintunnel und über das Viadukt Nasse Telle, erst mit Blick in das Steinach-, dann in das Lauschatal, wird die Haltestelle Oberlauscha auf dem Weg nach Ernstthal erreicht. Die Bahnstrecke vom Ortseingang Unterlauscha, wo sich auf der Stützmauer eine um 1920 aufgegebene Haltestelle befand, bis zum Lauschensteintunnel und das gesamte Bahnhofsgelände stehen unter Denkmalschutz.

### Feuerwehr und Rettungswesen
In der Stadt Lauscha gibt es eine Freiwillige Feuerwehr, mit zwei separaten Einsatzabteilungen, Ernstthal und Lauscha. Beide Abteilungen bestehen derzeit aus ca. 25 Einsatzkräften. In Ernstthal ist ein LF 16/12 stationiert, welches 2019 generalsaniert von der Stadt beschafft wurde.
Am Standort Lauscha sind ein LF 10, ein TLF 16/24 auf Unimog-Basis sowie ein MZF auf VW Crafter stationiert. Das MZF wurde im Jahr 2019 neu von der Stadtverwaltung in Dienst gestellt. Zusätzlich sind am Lauschaer Standort ein Kommandowagen sowie der CBRN-Erkundungskraftwagen des Landkreises Sonneberg stationiert. Auch vom Landkreis Sonneberg wurde eine Drohne mit Wärmebildkamera sowie ein mobiler Stromerzeuger in Lauscha untergebracht.
Es existiert eine Jugendfeuerwehr mit ca. 15 Jugendlichen. An beiden Standorten gibt es einen Feuerwehrverein, der jeweils seine Einsatzabteilungen unterstützt.
Die Feuerwehr Lauscha rückt bei größeren Schadenslagen immer gemeinsam mit der ortsansässigen Bergwacht Lauscha aus. Diese unterstützt bei der medizinischen sowie logistischen Absicherung von Einsatzstellen und kann zahlreiche weiterer Aufgaben übernehmen.
Das Einsatzaufkommen beläuft sich derzeit auf ca. 50 Einsätze im Jahr.

### Bildung
Die Bildungslandschaft der Stadt ist von abnehmenden Kinder- und Schülerzahlen bestimmt. Auf dem Höhepunkt ihrer Entwicklung gab es in Lauscha zwei Kindergärten und von 1962 bis 1985 ein dreizügiges Schulkombinat Lauscha-Ernstthal mit ca. 900 Schülerinnen und Schülern, dazu Klassen der Berufsschule, die die Schulgebäude in Lauscha und in Ernstthal nutzten. 1985 wurden die Ernstthäler Schüler nach Neuhaus am Rennweg geschult. 2003 wurde die Regelschule Lauscha geschlossen. Heute existieren die Kindertagesstätte „Hüttengeister“ in Oberlauscha, die Grundschule in der Kirchwegschule und die Berufsfachschule Glas.
| Schulgebäude                                              | Baujahr                | frühere Nutzung | heutige Nutzung | Foto |
| --------------------------------------------------------- | ---------------------- | --- | --- | ---- |
| Alte Schule, Oberlandstraße 10                            | 1768, Neubau 1849–1851 | Volksschule, Gewerbliche Fachschule, Berufsschule, 1903–2013 Museum für Glaskunst Lauscha                                                         | Heimat- und Geschichtsverein Lauscha e. V.                                                                               |      |
| Neue Schule, Bahnhofstraße 12                             | 1868                   | Volksschule | Rathaus |      |
| Goethe-Schule (bis 1949 Bahnhofsschule), Bahnhofstraße 29 | 1897                   | Volksschule, 1919 Mittelschule, 1923 Realschule, 1939 Oberschule, 1957 Mittelschule, 1959 Polytechnische Oberschule (Oberstufe), 1991 Regelschule | Kulturkollektiv Goetheschule Lauscha                                                                                     |      |
| Schule Ernstthal, Schulstraße 18                          | 1832, Neubau 1904–1905 | Volksschule, 1962 POS Unterstufe, 1985 Station Junger Naturforscher und Techniker                                                                 | Sozialtherapeutisches Centrum „Sturmheide“ der Kontext Ilmenau, Gemeinnützige Gesellschaft für psychosoziale Dienste mbH |      |
| Kirchwegschule, Kirchstraße 45                            | 1906                   | Volksschule, 1962 POS Unter- und teilweise Oberstufe                                                                                              | Grundschule |      |
| Berufsschule, Bahnhofstraße 56                            | 1936, Umbau 2011       | Berufsschule, 1962 POS Unterstufe und Berufsschulklassen                                                                                          | Berufsfachschule Glas |      |

## Persönlichkeiten

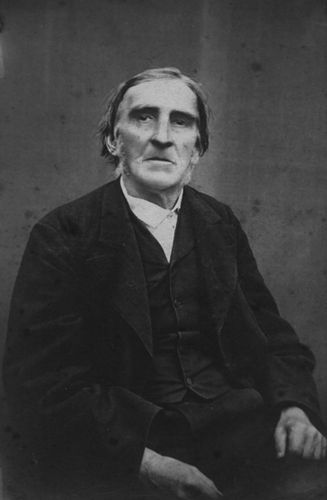
Ludwig Müller-Uri

### Ehrenbürger
- Reinhard Heß, Skispringer und Cheftrainer der deutschen Skisprungnationalmannschaft (* 13. Juni 1945 in Lauscha; † 24. Dezember 2007 in Bad Berka)
- Gerhard Bürger, ehemaliger Geschäftsführer der Farbglashütte und der Lauscha Fiber International GmbH
- Eberhard Robke, Geschäftsführender Gesellschafter der Glaswerk Ernstthal GmbH

### Söhne und Töchter der Stadt
- Johann Georg Greiner jun. Störmer (* 16. Mai 1744; † 29. September 1827), Glasschneider, Glasschleifer und Harmonikabauer
- Friedrich Karl Ens (* 1802; † 5. November 1865), Porzellanmaler und Unternehmer
- Ludwig Müller-Uri (* 4. September 1811; † 7. November 1888), Glasmacher, Pionier der Augenprothetik
- Carl Louis Christian Eduard Müller (* 31. Mai 1855; † ~ 1912 in Rudolstadt), Fabrikant, Kommerzienrat und Politiker der Nationalliberalen Partei (NLP)
- Ludwig Karl Böhm (* 16. Juni 1859; † unbekannt, nach 1907 in den USA), Erfinder und zeitweise Mitarbeiter von Thomas Alva Edison
- Bruno Leipold (* 9. September 1879; † 20. September 1948 in Schmalkalden), Violinist, Lehrer, Kantor und Komponist
- Karl Böhm-Hennes (* 15. Juli 1891; † 20. November 1914 bei Łódź, Russland), Nordischer Skisportler
- Wally Eichhorn-Nelson (* 17. Dezember 1896 in Ernstthal; † April 1986), Schriftstellerin
- Werner Freytag (* 5. April 1908; † 25. April 1991 in Reckershausen), Mund-, Kiefer- und Gesichtschirurg und Schriftsteller
- Hermann Scheler (1911–1972), Philosoph, geboren in Ernstthal
- Otto Schindhelm (* 1920), Kunstglasbläser, Glasgestalter und Glaskünstler
- Ursula Buckel (* 11. Februar 1926; † 5. Dezember 2005 in Genf), Sopranistin
- Heinz Leib (* 16. Januar 1927; † 18. Oktober 2016 in Sonneberg), Fußballspieler und -trainer
- Herbert Greiner-Mai (* 4. August 1927; † 11. November 1989 in Weimar), Germanist und Verlagslektor
- Werner Greiner-Petter (* 15. November 1927; † 9. Mai 1986 in Berlin), Minister für Glas- und Keramikindustrie der DDR
- Volkhard Precht (* 19. Juni 1930; † 2006), Glasgestalter und Glaskünstler
- Walter Schwarz (* 1931), Kunstglasbläser, Glasgestalter und Glaskünstler
- Hubert Koch (* 1932), Kunstglasbläser, Glasgestalter und Glaskünstler
- Albrecht Greiner-Mai (* 8. April 1932; † 11. März 2012), Glasgestalter und Glaskünstler
- Walter Bäz-Dölle (* 1935), Kunstglasbläser, Glasgestalter und Glaskünstler
- Günter Knye (1936–2024), Kunstglasbläser, Glasgestalter und Glaskünstler.
- Hans Müller-Deck (* 23. Oktober 1936; † 24. März 2021), ehemaliger Judoka, Leistungssportler, Trainer, Funktionär und Sportwissenschaftler
- Herbert Kirchner (* 16. Mai 1937), ehemaliger Biathlet
- Hartmut Bechmann (* 10. Juni 1939 in Ernstthal; † 4. November 2013 in Lauscha), Kunstglasbläser, Glasgestalter und -künstler sowie Bildhauer

### Weitere Persönlichkeiten
- Hans Greiner (* um 1550 in Langenbach; † 1609 in Lauscha), Glasmacher, Hüttenmeister und Ortsgründer
- Christoph (Christoffel) Müller (* um 1545 vermutlich in Bischofsgrün; † 1628 in Lauscha), Glasmacher, Hüttenmeister und Ortsgründer
- Georg Friedrich Knye (* 9. April 1674 in Kreibitz bei Kamnitz; † 28. April 1764 in Lauscha), Fürstlich-Schwarzburgischer Hofglasschneider
- Rudolf Hoffmann (* 12. April 1921 in Siliștea/Bukowina; † 29. Juni 2011 in Lauscha), langjähriger Direktor des Museums für Glaskunst Lauscha
- Günter Dührkop (* 26. Juli 1925 in Coburg; † 2002 in Lauscha), Kunstmaler
- Heinz Richard Blümlein (* 8. Januar 1927; †  24. Januar 2025), evangelisch-lutherischer Pfarrer
- Götz Bickelhaupt (* 9. Juni 1928; † 30. November 1987), evangelisch-lutherischer Pfarrer und Publizist
- Jochen Greiner-Well (* 12. August 1956 in Gräfenthal; † 24. September 2013), thüringischer Landtagsabgeordneter (SPD)
- Axel Zitzmann (* 21. Februar 1959 in Gräfenthal), ehemaliger Skispringer
- André Kiesewetter (* 20. August 1969 in Neuhaus am Rennweg), ehemaliger Skispringer
- Jens Greiner-Hiero (* 29. Dezember 1972 in Neuhaus am Rennweg), A-Skisprungtrainer, 6-facher Seniorenweltmeister im Skispringen, ehemaliger Skispringer, Stadtrat
- Nicki Neubauer (* 23. August 1977 in Neuhaus am Rennweg), Leistungssportler, Profitrainer Volleyball, Swissvolley
- Danny Queck (* 17. September 1989 in Neuhaus am Rennweg), ehemaliger Skispringer
- Maximilian Otto (* 25. Oktober 1991 in Neuhaus am Rennweg), ehemaliger Nordischer Kombinierer und Skeletoni
- Michael Schuller (* 4. Juni 1993 in Neuhaus am Rennweg), ehemaliger Nordischer Kombinierer
- Pauline Heßler (* 13. September 1998 in Neuhaus am Rennweg), Skispringerin

(Ab 1952 wurde zunehmend das Kreiskrankenhaus des Kreises Neuhaus am Rennweg, dessen Geburtsstation erst in Gräfenthal war und seit 1969 in Neuhaus am Rennweg angesiedelt ist, als Geburtsort angegeben.)